# Équipe d'Écosse de rugby à XV
Vous lisez un « bon article » labellisé en 2015.
Cet article traite de l'équipe masculine. Pour l'équipe féminine, voir Équipe d'Écosse féminine de rugby à XV.
L'équipe d'Écosse de rugby à XV est l'équipe nationale qui représente l'Écosse dans les compétitions internationales majeures de rugby à XV, la Coupe du monde de rugby à XV et le Tournoi des Six Nations (appelé Tournoi dans la suite de l'article). La Scottish Rugby Union a la charge de gérer l'équipe d'Écosse de rugby à XV. Au 26 novembre 2018, elle occupe la septième place du classement des équipes nationales de rugby. Son meilleur classement mondial de tous les temps, cinquième, date de 2017.
Le rugby à XV est un sport populaire en Écosse. L'équipe d'Écosse dispute chaque année le Tournoi des Six Nations contre les meilleures équipes européennes ; elle effectue aussi régulièrement des tournées pour se confronter aux meilleures équipes de l'hémisphère Sud, l'Afrique du Sud, l'Australie et la Nouvelle-Zélande et elle dispute tous les quatre ans la compétition majeure, la Coupe du monde. Elle a été demi-finaliste en 1991. Les Écossais jouent en bleu marine et blanc avec un chardon sur le cœur. En raison de la couleur de leur tenue on dit parfois d'eux que ce sont « des All Blacks qui n'ont pas appris à gagner ». Le « XV du chardon » évolue à domicile au stade de Murrayfield à Édimbourg, dont la Scottish Rugby Union est propriétaire, depuis 1925.
L'histoire du rugby national écossais commence en 1871, quand la sélection nationale affronte et bat l'équipe d'Angleterre dans le premier match international de rugby à XV à Raeburn Place. Depuis le début du tournoi britannique de rugby à XV 1882-1883, le XV écossais a remporté celui-ci quatorze fois seul et a partagé la victoire à huit reprises. Depuis 2000, l'Écosse n'a plus remporté le Tournoi.

## Historique

### Introduction du rugby à XV en Écosse et première rencontre internationale
La première rencontre internationale de l'équipe d'Écosse de rugby à XV a lieu contre l'Angleterre le dimanche 27 mars 1871. Ce n'est pas seulement le premier match de l'Écosse, mais également la première rencontre internationale disputée. Le match a lieu à Raeburn Place, près d'Édimbourg (Écosse). L'Écosse l'emporte (4-1) devant 4 000 personnes,,. Cette rencontre est issue d'un défi de sportifs écossais, qui veulent relever l'honneur national après une rencontre de football association perdue 1 à 0 à Kennington. Or, les Écossais, dont les principaux clubs pratiquent les règles du rugby football, considèrent que seul un match disputé selon ces règles peut autoriser une équipe à représenter le pays. Le match se dispute au Raeburn Place, un stade de cricket, car la fédération écossaise de rugby à XV n'a pas encore de stade adapté pour un match international. Il est disputé par deux équipes de vingt joueurs, en deux mi-temps de cinquante minutes. Les Écossais gagnent le match par un essai et un but marqués contre un essai pour les Anglais.

### Raeburn Shield
En gagnant le match l'opposant à l'Angleterre, l'Écosse remporte le tout premier Raeburn Shield.

### Rencontres et brouilles britanniques (1870-1899)

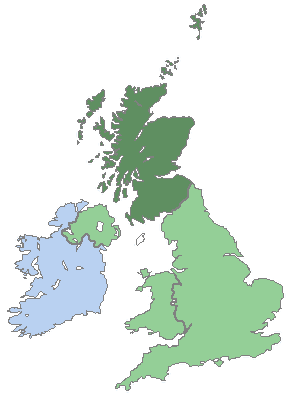
Carte de l'Écosse et du Royaume-Uni.

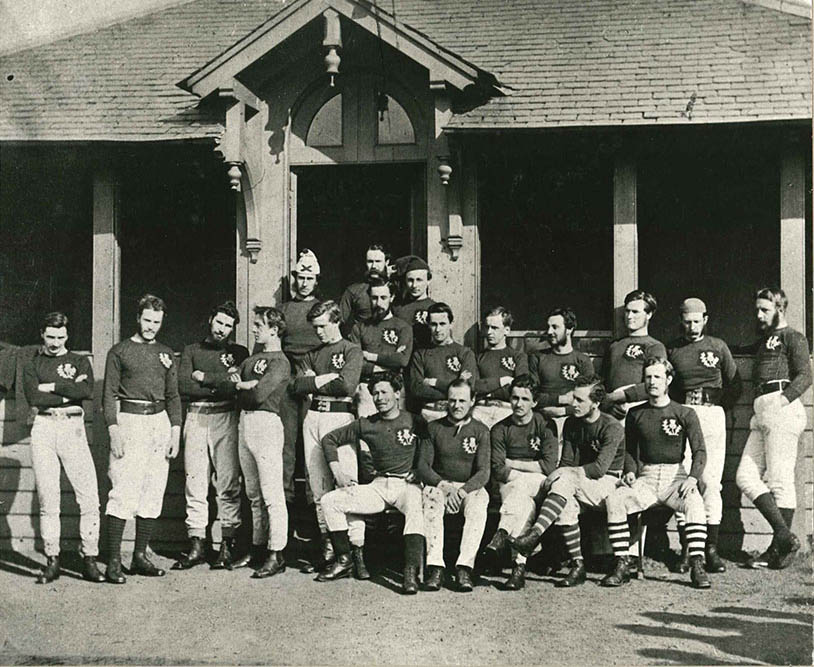
L'équipe d'Écosse de 1871.

La revanche entre les équipes d'Écosse et d'Angleterre a lieu, sur le terrain de ces derniers, à l'Oval de Londres. L'Angleterre remporte le match par (8-3) (les Anglais inscrivent trois essais, une transformation et une pénalité, et les Écossais marquent un drop goal). Le match suivant entre les deux nations se déroule au Hamilton Crescent de Glasgow et se termine sur un partage des points. Les deux nations se rencontrent à nouveau deux ans plus tard, le lundi 23 février 1874, la rencontre se solde par un succès anglais (3-1).
L'Irlande débute sur le plan international en rencontrant l’Angleterre en 1875 (défaite 7-0 des Irlandais). Les Écossais rencontrent pour la première fois le XV du Trèfle le 19 février 1877 et l'emportent (20-0) à Belfast. Le pays de Galles débute un peu plus tard sur le plan international avec des matchs contre l'Angleterre en 1881, l'Irlande en 1882 et l'Écosse en 1883. Les confrontations entre l'Écosse et le pays de Galles débutent donc sur le plan international le 8 janvier 1883 à Raeburn Place (Édimbourg). L'Écosse reçoit et bat le pays de Galles par 9 points à 3.
C'est la première édition du Tournoi, le tournoi britannique de rugby à XV 1882-1883.
Ce n'est qu'en 1884 que ces quatre équipes se rencontrent toutes pendant la même saison, en effet il manque un match à l'édition de 1883 pour que le Tournoi soit disputé complètement. Les éditions de 1885, 1888 et 1889 ne sont pas complètes, à la suite de disputes entre fédérations.
L'Écosse remporte pour la première fois la Triple couronne en battant les trois autres équipes britanniques en 1891, avant de récidiver en 1895.

### Période favorable et affrontement de nouveaux adversaires (1900-1914)

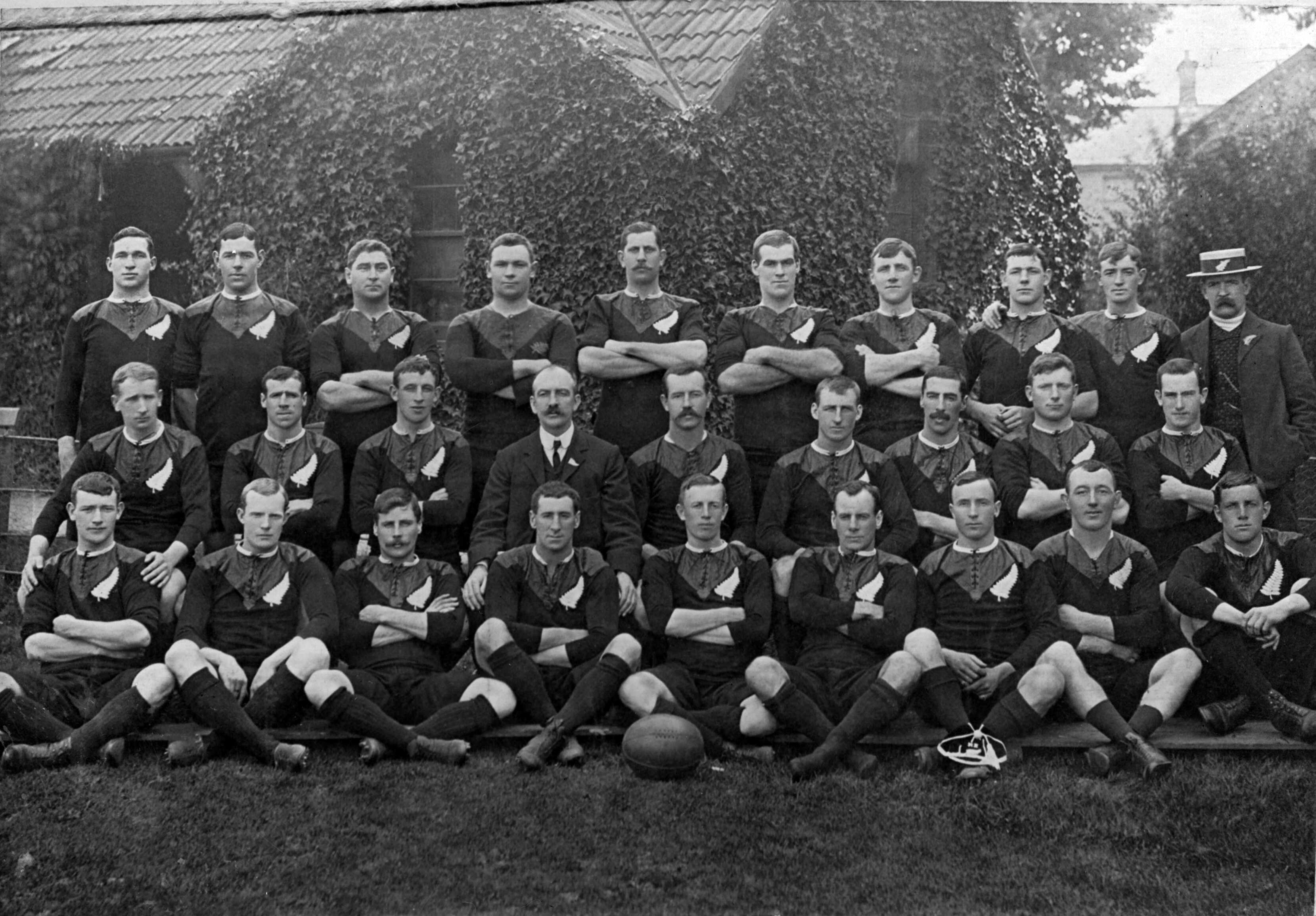
Les Originals, premiers All Blacks.

L'Écosse perd contre le pays de Galles pour le premier match du Tournoi 1900, les Gallois sont l'équipe qui domine la décennie. Billy Bancroft, Jehoida Hodges, Willie Llewellyn, Gwyn Nicholls, Billy Trew sont quelques joueurs remarquables de cette équipe galloise… L'Écosse obtient un match nul en Irlande et elle concède un nouveau nul contre l'Angleterre à Inverleith (Édimbourg).
L'Écosse commence le Tournoi 1901 par une victoire contre le pays de Galles (18-8) avec quatre essais et trois transformations. Le XV du Chardon marque trois essais contre les Irlandais et s'impose (9-5). Enfin ils battent (18-8) les Anglais à Blackheath avec quatre essais et trois transformations. La victoire et la Triple Couronne sont au rendez-vous. En 1902, trois défaites sanctionnent l'équipe.
L'Écosse remporte les tournois 1903 et 1904, ils gagnent tous leurs matchs en 1903 et si le pays de Galles l'emporte (21-3) contre les Écossais en 1904, les Gallois perdent contre l'Irlande et ils concèdent le match nul face aux Anglais. L'Écosse remporte ses deux derniers matchs et termine première.
En 1905, le XV du Chardon perd à domicile contre les Gallois et les Irlandais. Ils sauvent l'honneur en s'imposant (8-0) chez les Anglais.

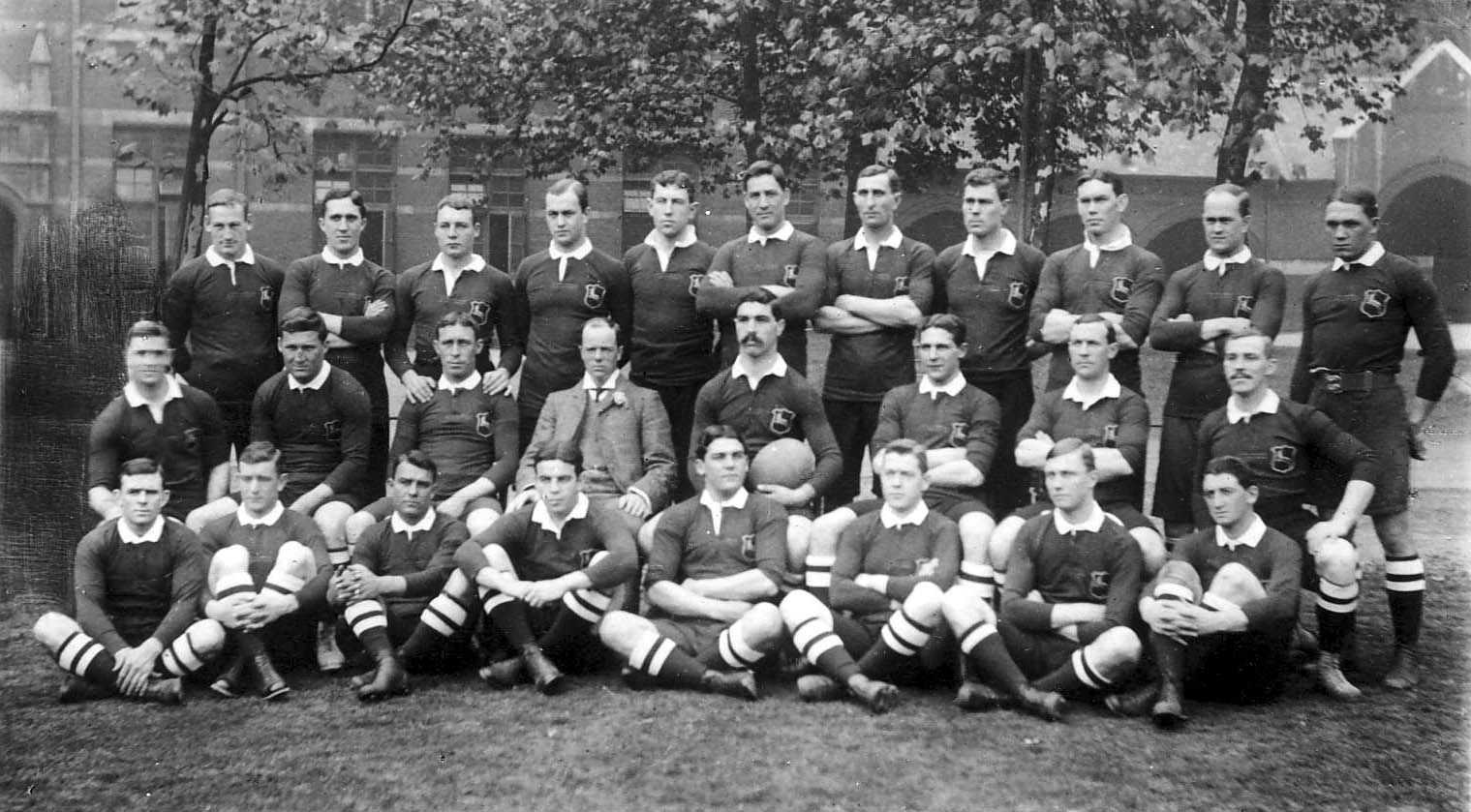
Les Springboks en 1906.

Une équipe représentant la Nouvelle-Zélande fait une tournée en Grande-Bretagne en 1905, elle est appelée les Originals. Le terme All Blacks est utilisé pour la première fois à cette occasion. La tournée est un succès pour les Originals qui ne perdent qu'une fois contre le pays de Galles à Cardiff, par 3 à 0. L'Écosse reçoit la Nouvelle-Zélande le 18 novembre 1905 à Inverleith et elle est battue (12-7), quatre essais concédés contre un inscrit et un drop.
En 1906, l'Écosse perd deux rencontres dans le Tournoi. Les Sud-Africains font une tournée en Grande-Bretagne et en Irlande en 1906. Avec un bilan de vingt-six victoires sur vingt-neuf rencontres, ils y gagnent un nom, les Springboks. L'Écosse est la seule des quatre nations britanniques à l'emporter (6-0) à Glasgow, les Sud-Africains s'imposant aux Irlandais et aux Gallois et concédant un nul face aux Anglais.
L'Écosse commence le Tournoi 1907 par une victoire contre le pays de Galles (6-3) avec deux essais inscrits. Le XV du Chardon marque trois essais transformés contre les Irlandais et s'impose (15-3), enfin ils battent (8-3) les Anglais à Blackheath avec deux essais dont un transformé, concédant leur unique essai encaissé. C'est une nouvelle victoire avec une triple couronne.

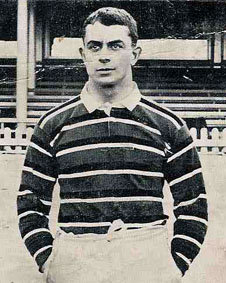
David Bedell-Sivright.

Pendant la période 1900 à 1909, l'équipe d'Écosse dispute 32 matchs contre cinq nations et remporte 17 victoires (13 défaites, 2 nuls), soit 53 % de réussite. Sept des dix matchs contre le XV de la rose sont gagnés, six sur dix contre les Irlandais. L'Écosse remporte quatre tournois en 1901, 1903, 1904 et 1907 (avec trois Triples Couronnes obtenues) et pourtant les Gallois comptent sept victoires pour trois défaites en dix rencontres disputées lors des confrontations entre les deux équipes. Face aux autres nations, l'Écosse présente un bilan d'une défaite contre les All Blacks et une victoire face aux Springboks.
Le 22 janvier 1910, l'Écosse rencontre pour la première fois l'équipe de France, à Inverleith, pour la première édition du Tournoi des cinq nations. Les Écossais l'emportent largement (27-0). L'année suivante, dans un stade de Colombes où le public des populaires enfonce les barrières pour assister à la rencontre, la France l'emporte 16 points à 15, quatre essais à trois.
À cause du début de la Première Guerre mondiale en 1914, le Tournoi est suspendu. Trente-et-un joueurs ayant porté le maillot du XV du Chardon perdent la vie sur les champs de bataille, parmi eux David Bedell-Sivright, ancien capitaine des Lions britanniques lors de la tournée en Australie de 1904 et Eric Milroy du club des Wastonians qui compte douze sélections avec le XV du Chardon dont plusieurs en tant que capitaine. Il était notamment le capitaine de l'Écosse lors du dernier match l'ayant opposé à la France en 1913 avant la Première Guerre mondiale. Le nom d'Eric Milroy est associé avec celui de Marcel Burgun dans le cadre du trophée Auld Alliance qui récompense depuis 2018 le vainqueur du match annuel France-Écosse dans le cadre du Tournoi des Six Nations.

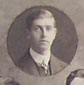
Eric Milroy.

### Entre-deux-guerres (1919-1939)

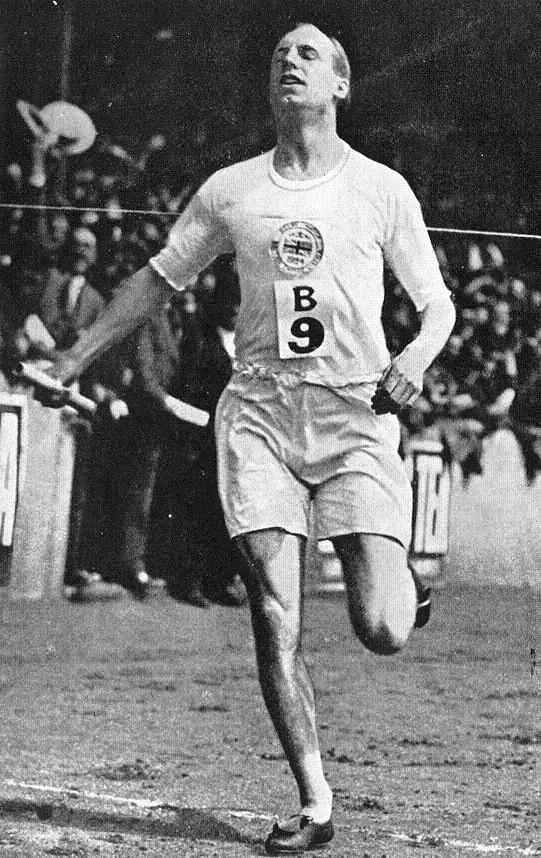
Eric Liddell, ici lors des Jeux olympiques d'été de 1924, dispute les Tournois des cinq Nations 1922, 1923.

En 1921, le France s'impose pour la première fois en Écosse, sur le score de 3 à 0. Les rencontres internationales de rugby sont disputées à Inverleith jusqu'en 1925. La Scottish Football Union SFU achète un terrain et construit le premier stade de Murrayfield inauguré le 21 mars 1925. En ce début de saison, la SFU devient la Scottish Rugby Union (SRU). En 1925, l'Écosse a déjà battu la France à Inverleith (25-4), le pays de Galles à Swansea (24-14) et l'Irlande à Dublin (14-8). Or l'Angleterre de Wavell Wakefield a déjà réalisé le Grand Chelem en 1923 et en 1924. Ils sont les premiers visiteurs à Murrayfield. 70 000 spectateurs assistent à une partie équilibrée, l'Écosse l'emporte (14-11) et elle obtient son premier Grand Chelem.
L'ailier Ian Smith fait partie des Immortals, cette première équipe écossaise à réussir le Grand Chelem, et sa contribution est notable : il inscrit 8 essais. Ian Smith fait partie de la grande ligne de trois-quarts de l'Université d'Oxford avec George MacPherson, George Aitken et Johnny Wallace. Ian Smith est d'ailleurs codétenteur du record d’essais marqués dans le tournoi des 5/6 nations avec huit essais marqués lors de cette édition de 1925 (4 contre la France et 4 contre le pays de Galles). Et Ian Smith est en plus le meilleur réalisateur d'essais écossais.
En 1926, l'Écosse l'emporte à Paris (20-6), puis contre le pays de Galles (8-5). Elle perd à domicile contre l'Irlande (3-0). Elle devient la première nation européenne à battre les Anglais à Twickenham (Londres), (17-9). C'est la fin de l'âge d'or de l'Angleterre, victorieuse de sept Grands Chelems en autant d'éditions. Au contraire, le XV du Chardon gagne un second tournoi consécutif, victoire partagée avec les Irlandais. Le tournoi des cinq nations 1927 est une répétition de 1926 avec trois victoires, une défaite contre l'Irlande et la victoire finale dans le tournoi partagée avec l'Irlande. Le 17 décembre 1927, l'Écosse reçoit l'Australie et s'impose (10-8).
En 1928, l'Écosse connaît un Tournoi difficile, elle gagne en France (15-6), puis elle perd à domicile contre le pays de Galles (13-0) et l'Irlande (13-5), avant de s'incliner (6-0) en Angleterre.
Lors du Tournoi des cinq nations 1929, l'Écosse remporte trois victoires, contre la France (6-3), l'Angleterre (12-6) et en Irlande (16-7). La défaite concédée au pays de Galles (14-7) n'empêche pas de triompher seule. C'est la quatrième victoire en cinq éditions.
Le Tournoi des cinq nations 1930 est difficile, l'Écosse perd en France (7-3), puis elle gagne à domicile contre les Gallois (12-9) avant de perdre à domicile contre les Irlandais (14-11). Elle ramène un nul (0-0) d'Angleterre qui la laisse toutefois dernière du Tournoi.
En 1931, l'Écosse gagne à domicile et perd à l'extérieur. La France est exclue pour professionnalisme (paiement des joueurs, recrutement interclubs) et en raison de son jeu violent lors de certains matchs.
En 1932, le XV du Chardon s'incline contre les Springboks (6-3), puis contre les Gallois et les Irlandais à Murrayfield. Une quatrième défaite consécutive est concédée contre les Anglais. Au contraire, le Tournoi britannique de rugby à XV 1933 est enlevé avec trois victoires (11-3), (3-0) et (8-6). En 1934, l'Écosse gagne seulement l'Irlande.
En 1935, le XV du Chardon commence le tournoi avec deux matchs perdus à l'extérieur, (10-6) au pays de Galles et (12-5) en Irlande, puis elle sauve l'honneur contre les Anglais à Murrayfield (10-7). L'Écosse n'est pas un adversaire à la mesure des All Blacks, vainqueurs (18-8) fin 1935 lors de leur tournée dans les îles. Ken Fyfe et Duncan Shaw participent à ce match.
En 1936, l'Écosse connaît un tournoi difficile, elle perd à domicile contre les Gallois et les Irlandais avant de s'incliner (9-8) en Angleterre. 1937 est à peine meilleur avec une seule victoire au pays de Galles.
En 1938, l'Écosse reçoit le pays de Galles à Murrayfield le 5 février et lors d'une partie très serrée, Wilfrid Crawford, troisième ligne aile et buteur, donne la victoire au XV du Chardon par un ultime but (8-6). Crawford inscrit tous les points ce jour-là. L'Irlande rend visite à l'Écosse trois semaines plus tard et le match est débridé avec quatre essais inscrits par chaque équipe. Il se solde par une victoire écossaise (23-14). Enfin le 19 mars, l'Écosse conduite par Wilson Shaw se déplace en Angleterre. L'Écosse inscrit cinq essais contre un, et c'est le match le plus accompli de Wilson Shaw, auteur de deux essais et à l'origine d'un troisième. L'Écosse gagne là son second match à Twickenham après la victoire de 1926 et elle ne gagnera plus de Triple Couronne pendant quarante-six ans. C'est le premier match international télévisé.
1939 est plus difficile avec deux matchs perdus à l'extérieur, (11-3) au pays de Galles et (12-3) en Irlande, puis, ultime affront, une défaite à domicile (6-9) contre l'Angleterre qui permet aux Anglais de remporter avec les Gallois et les Irlandais le tournoi. L'Écosse a droit à la cuillère de bois.

### Après-guerre (1947-1969)
Après une interruption due à la Seconde Guerre mondiale, le Tournoi reprend en 1947 avec la participation de cinq nations car la France est réadmise après le Tournoi de 1939. Le 1er janvier 1947, la France reçoit l'Écosse et l'emporte (8-3). La suite du tournoi est difficile pour les Écossais qui terminent avec quatre défaites et à nouveau la Cuillère de bois. L'Australie en tournée en fin d'année l'emporte également (7-16).
En 1948, l'Écosse parvient à remporter ses deux matchs à domicile contre les Français (9-8) et les Anglais (6-3), terminant deuxième du Tournoi, avec deux victoires et deux défaites. Même bilan en 1949, avec des victoires en France (0-8) et contre le pays de Galles (6-5).
Les années 1950 vont être une décennie difficile pour le XV du Chardon. Lors du Tournoi 1951, l'Écosse ne remporte qu'une seule rencontre, face au pays de Galles (19-0). En automne, les Springboks écrasent l'Écosse à Murrayfield (0-44), inscrivant 9 essais. Il s'agit de la défaite avec l'écart le plus grand, la dernière remontant à 1911, (10-32) face au pays de Galles. L'Écosse enchaîne trois cuillères de bois consécutives en 1952, 1953, 1954, et des résultats moyens les autres années. Elle subit 17 défaites successives entre février 1951 et février 1955, plus longue série de défaites de son histoire, n'inscrivant que 54 points : 11 essais, 6 transformations et 4 pénalités.
Durant les années 1960, les résultats des Écossais sont bien meilleurs, en terminant à cinq reprises à la deuxième place du Tournoi en 1961, 1962, 1963, 1966 et 1967.
L'Écosse remporte avec l'équipe du pays de Galles le Tournoi de 1964, première victoire depuis le Tournoi britannique de 1938. Les Écossais démarrent par une victoire face à la France (10-0), avant de perdre à l'Arms Park face aux Gallois (11-3). Mais ils réussissent à gagner à Lansdowne Road contre l'Irlande (3-6), puis à battre l'équipe d'Angleterre (15-6).
La cuillère de bois en 1968, sera la seule ombre de cette décennie, car les Écossais ont un bilan positif face aux trois équipes de l'hémisphère sud, avec quatre victoires (face à l'Afrique du Sud (8-5) en 1964 et (6-3) en 1969,face à l'Australie (11-5) en 1966 et (9-3) en 1968), contre trois défaites et un nul (0-0) face à la Nouvelle-Zélande en 1964.

### Ère Andy Irvine (1970-1985)
L'édition 1972 du Tournoi est inachevée : le pays de Galles et les Écossais refusent de se rendre en Irlande en raison de lettres de menaces anonymes, provenant prétendument de l'IRA,.
Gordon Brown est tout simplement un des meilleurs deuxième ligne britanniques d'après-guerre. Surnommé Broon frae Troon, il est le membre le plus important du plus fort cinq de devant qu'a jamais eu l'Écosse : Ian McLauchlan, Frank Laidlaw, Sandy Carmichael, Alastair McHarg et Gordon Brown. Et ce cinq est la pierre angulaire de l'équipe qui transforme Murrayfield en une forteresse imprenable.
Entre le 1er mars 1971 et le 31 décembre 1975, l'équipe d'Écosse perd une seule fois à domicile et cette seule défaite est sur un score de 9 à 14 contre les All Blacks en 1972.
Cette solidité à domicile permet à l'équipe d'Écosse de remporter à Murrayfield ses deux rencontres du Tournoi 1973. Avec deux défaites à l'extérieur, elle présente le même bilan que les quatre autres équipes, qui, pour la première fois depuis 1910, terminent ex æquo,. Le bilan écossais est le même lors des tournois 1974 et 1975, deux victoires et deux défaites lors de chacune des éditions, terminant deuxième du classement.
Malgré la présence dans l'équipe de l'emblématique Andy Irvine, les Écossais vont ensuite subir une série noire entre mars 1977 et février 1980, avec 11 défaites et 2 nuls. Cette période est marquée par une nouvelle Cuillère de bois lors du Tournoi 1978.
Le début des années 1980, marquent un renouveau pour les Écossais. En 1982, les Écossais gagnent également pour la première fois à Brisbane en Australie contre les Wallabies (12-7), et réussissent pour la seconde fois à éviter la défaite face à la Nouvelle-Zélande en faisant match nul à Murrayfield (25-25). Lors du Tournoi 1984, les Écossais commencent à l'Arms Park par une victoire face aux Gallois (9-15). Le deuxième match ayant lieu à Murrayfield, ils gagnent contre les Anglais (18-6). C'est ensuite une démonstration à Lansdowne Road face aux Irlandais (9-32). Le dernier match face à l'équipe de France oppose deux équipes totalisant trois victoires. Le XV du Chardon ne tremble pas devant son public et gagne (21-12), et remporte le Grand Chelem, son deuxième, le premier remontant au tournoi 1925. C'est également la première fois depuis 1929 que l'Écosse remporte seule le tournoi.
Pourtant, tenants du titre, les Écossais vont complètement rater le Tournoi 1985, terminant avec la Cuillère de bois. Deux défaites à domicile face aux Irlandais (15-18) et aux Gallois (21-25), et deux défaites en France (11-3), en Angleterre (10-7).

### Gavin Hastings, roi d'Écosse (1986-1995)

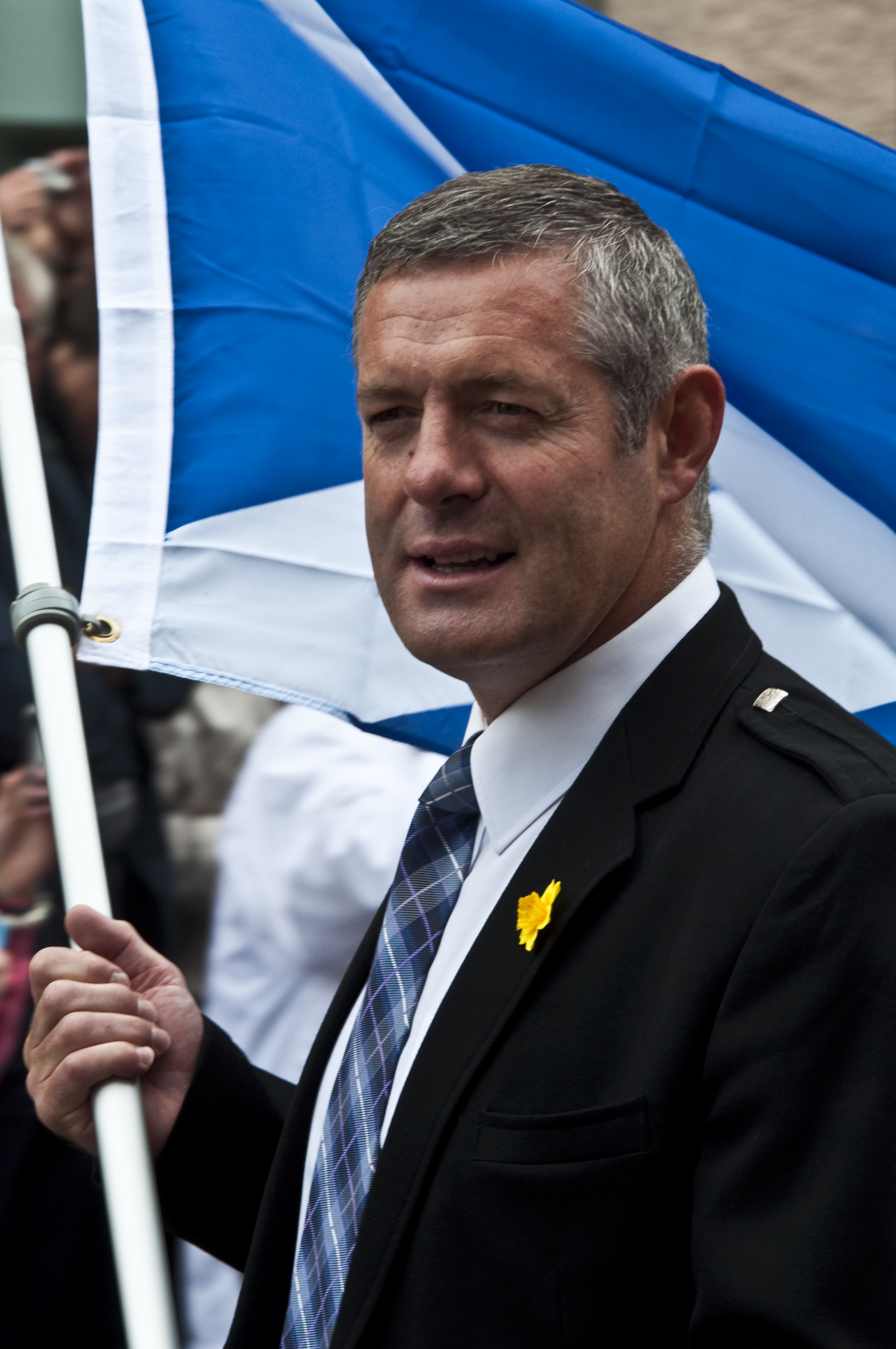
Le joueur Gavin Hastings gagne un Grand Chelem et termine demi-finaliste de la Coupe du monde.

Pour la première journée du Tournoi des Cinq Nations 1986, Gavin Hastings manque le coup d'envoi (touche directe), les Français jouent rapidement la touche et marquent le premier essai. Le jeune Gavin Hastings n'est pas abattu, il inscrit les six pénalités de la victoire (18-17). L'Écosse perd au pays de Galles (22-15), puis gagne contre l'Angleterre (33-6) et en Irlande (9-10). Le XV du Chardon partage la victoire avec la France. En 1987 le scénario n'est pas le même, deux défaites à l'extérieur dans le Tournoi contre la France (28-22) et l'Angleterre (21-12), ponctuent un parcours correct.
L'Écosse participe à la première Coupe du monde en 1987, elle joue dans la poule D avec la France, le Zimbabwe et la Roumanie. Le premier match est le sommet entre les Bleus, qui jouent en blanc, et le XV du Chardon. Il voit les hommes de John Jeffrey et Matthew Duncan dominer les Français et mener (16-6) après 52 minutes de jeu. Philippe Sella et Philippe Berbizier marquent un essai, et Serge Blanco joue rapidement une pénalité pour donner l'avantage à la France. Le match se termine finalement sur un score nul (20-20). Les Écossais battent par la suite le Zimbabwe (60-21) et la Roumanie (55-28) pour finir deuxièmes de la poule. En quart de finale, l'Écosse affronte la Nouvelle-Zélande, elle est défaite 30 points à 3.
1988 est une saison difficile pour l'Écosse, ne remportant que la rencontre face à la France (23-12). En 1989, après deux victoires à domicile et un nul (12-12) obtenu en Angleterre, l'Écosse peut envisager la victoire dans le Tournoi. Mais la France bat l'Écosse (19-3) et remporte le titre.
La décennie 1990 commence bien pour l'Écosse. Le Tournoi 1990 est historique pour les Écossais. À la demande des joueurs écossais, pour la première fois lors de rencontres officielles de l'Écosse, l'hymne Flower of Scotland est joué à la place de God Save the Queen lors de ce Tournoi,. L'équipe l'emporte 10 à 13 en Irlande, puis gagne nettement contre la France « fanny » (21-0), humiliation qu'elle ne connaîtra plus avant 2013. Après une victoire au pays de Galles (9-13), l'Écosse rencontre une équipe anglaise également vainqueure de ses trois premiers matchs. Le XV du Chardon gagne (13-7), remporte le Tournoi ainsi que le troisième Grand Chelem de son histoire. David Sole, John Jeffrey, Finlay Calder, Derek White sont les tauliers devant et Gavin Hastings est la vedette. Cette même année, ils jouent contre les All Blacks en Nouvelle-Zélande pour enregistrer leurs deux seules défaites de l'année par 31 à 16 et 21 à 18. Lors de cette dernière rencontre, les Écossais mènent (18-12) à la mi-temps, avec deux essais transformés de Gavin Hastings et Alex Moore et deux pénalités. En deuxième période, une pénalité controversée, convertie par Grant Fox qui inscrit 17 points, permet aux All Blacks de remporter le match,. Puis le 10 novembre de la même année, les Écossais affrontent l'Argentine, première confrontation entre les deux nations considérée comme officielle par la fédération écossaise; ils s'imposent sur le score de 49 à 3,.
En 1991 le scénario n'est pas le même qu'en 1990, deux défaites à l'extérieur dans le Tournoi ponctuent un parcours correct. Les Écossais perdent (21-12) en Angleterre. C'est la première d'une série de dix défaites consécutives contre cet adversaire, qui va dominer le rugby européen durant les années 1990 avec quatre Tournois gagnés, en 1991, 1992, 1995, et 1996 dont trois Grand Chelems.
La Coupe du Monde 1991 se tient en Angleterre, en Écosse, en Irlande, au pays de Galles et en France du 3 octobre au 2 novembre 1991. Lors de la première phase, l'Écosse affronte l'Irlande, le Japon et le Zimbabwe. Après deux victoires faciles sur le Japon (47-9) et le Zimbabwe (51-12), l'Écosse bat l'Irlande (24-15) à Murrayfield. En quart de finale, les Écossais affrontent l'équipe-surprise, les Samoa qui ont éliminé le pays de Galles. L'Écosse l'emporte (28-6) à domicile. Grâce à cette victoire, les Écossais disputent une demi-finale contre les Anglais à Murrayfield, ils sont défaits par (9-6). Les Écossais perdent la petite finale face à la Nouvelle-Zélande (13-6).
Lors du Tournoi des cinq nations 1992, l'Écosse bat l'Irlande (10-18) à Dublin et la France (10-6) à Édimbourg, après avoir perdu contre l'Angleterre (7-25) en match d'ouverture. La tournée en Australie voit les Écossais s'incliner à deux reprises (27-12) et (37-13) face aux Wallabies. En 1993, l'Écosse présente un bilan équilibré, avec deux victoires face à l'Irlande (15-3) et au pays de Galles (20-0), pour deux défaites en France (11-3) et en Angleterre (26-12). L'année 1994 est terrible avec trois défaites et un nul lors du Tournoi. Une tournée en juin en Argentine, contre les Pumas se solde par deux défaites. L'année se termine par une défaite (10-34) à domicile, contre l'Afrique du Sud à l'automne.
En 1995, l'Écosse va mieux et elle remporte ses trois premiers matchs pour disputer aux Anglais le Grand Chelem comme en 1990. À cette occasion, l'Écosse remporte sa première victoire à Paris depuis 1969 (douze défaites consécutives), avec un exploit de Gavin Hastings pour passer en tête et vaincre (21-23). Par contre l'histoire ne se répète pas, l'Angleterre est efficace avec Rob Andrew pour capitaine et ce sont les Anglais qui l'emportent (24-12). Gavin Hastings a inscrit 56 points lors de ce tournoi, dépassant sa meilleure performance de 52 points réussis en 1986.
Le rugby se professionnalise en 1995.
La Coupe du monde de rugby à XV 1995 se tient en Afrique du Sud du 25 mai au 24 juin 1995. L'Écosse joue dans le groupe D avec la France, les Tonga et la Côte d'Ivoire. Le premier match voit la victoire de l'Écosse contre la Côte d'Ivoire (89-0). Le match contre les Tonga est solide avec une victoire (41-5). Le match décisif voit la victoire de la France (22-19). L'Écosse termine deuxième. Elle joue en quart de finale contre la Nouvelle-Zélande elle est éliminée en perdant par 48 à 30. Gavin Hastings marque 104 points en quatre rencontres.

### Vainqueur du dernier Cinq Nations (1996-1999)
Gavin Hastings a pris sa retraite internationale, mais lors du Tournoi 1996, comme en 1995, l'Écosse remporte ses trois premiers matchs, en Irlande (10-16), contre la France (19-14) et au pays de Galles (14-16). Il lui reste à battre les Anglais pour remporter le Grand Chelem chelem comme en 1990, mais le XV de la Rose pourtant défait en France (15-12) en début de la compétition, gagne (9-18) à Murrayfield et remporte le Tournoi.
La tournée de juin en Nouvelle-Zélande face aux All Blacks est sanctionnée de deux larges défaites, 62 à 31 et 36 à 12. Le 14 décembre, l'Écosse affronte pour la première fois l'Italie et gagne (29-22) (voir Écosse-Italie en rugby à XV).
Lors des Tournois 1997, 1998, les Écossais ne remportent à chaque fois qu'une seule rencontre et contre le même adversaire, l'Irlande, (38-10) à Murrayfield et (16-17) à Lansdowne Road. Le 6 décembre 1997, à Murrayfield, l'Écosse subit la plus large défaite de son histoire face à l'Afrique du Sud (10-68).
En 1999, l'Écosse remporte le dernier Tournoi des Cinq Nations, avant l'entrée de l'Italie, avec trois victoires sur quatre rencontres. Deux victoires à domicile, face à l'équipe de Galles (33-20) et l'équipe d'Irlande (30-13) et une victoire au Stade de France face à l'équipe de France (22-36). Martin Leslie (9e, 27e), Alan Tait (11e, 23e) et Gregor Townsend (14e) marquent cinq essais aux Français dans la première demi-heure de jeu. Alan Tait inscrit cinq essais durant le Tournoi, terminant meilleur marqueur avec Émile Ntamack.

### Années noires (2000-2009)

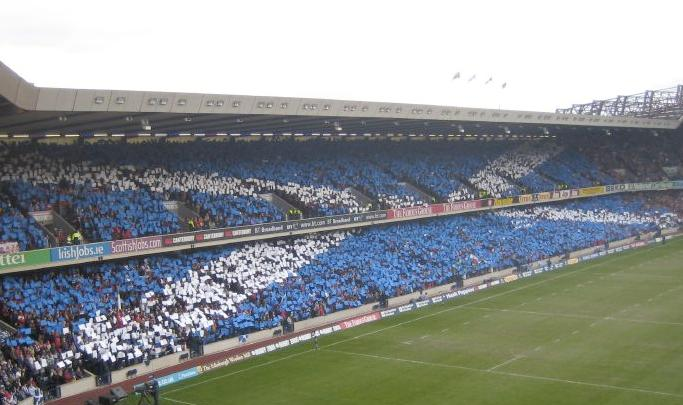
Supporters écossais à Murrayfield.

Tenante du titre, le résultat de l'équipe d'Écosse dans le Tournoi 2000 n'est pas bon ; les Écossais perdant quatre rencontres sur cinq, en commençant par une défaite à Rome pour le premier match du Tournoi de l'Italie (34-20). Les Écossais vont tout de même s'imposer lors de la dernière rencontre contre l'Angleterre (19-13), les privant du Grand Chelem. Cette victoire les rachète aux yeux des supporters.
Le Tournoi 2001 commence difficilement avec deux défaites au Stade de France contre l'équipe de France (16-6) et à Twickenham face à l'Angleterre (43-3). Après un match nul concédé à domicile face aux Gallois (28-28) et une victoire contre l'Italie sur un score serré (23-19), le match contre l'Irlande est reporté à la suite d'une épizootie de fièvre aphteuse. Le 22 septembre, les Écossais battent les Irlandais (32-10), privant ces derniers du Grand Chelem, un an après semblable performance contre les Anglais.
En 2002, l'Écosse perd deux fois à Murrayfield face à l'Angleterre (3-29) et la France (10-22), mais l'emporte en Italie (12-29) et au pays de Galles (22-27). En 2003, le XV du Chardon remporte deux nouvelles victoires contre ces mêmes adversaires. Les Écossais après avoir battu en novembre 2002 à Édimbourg les Springboks (21-6), se rendent en juin 2003 en Afrique du Sud et concèdent deux courtes défaites (29-25) et (28-19).

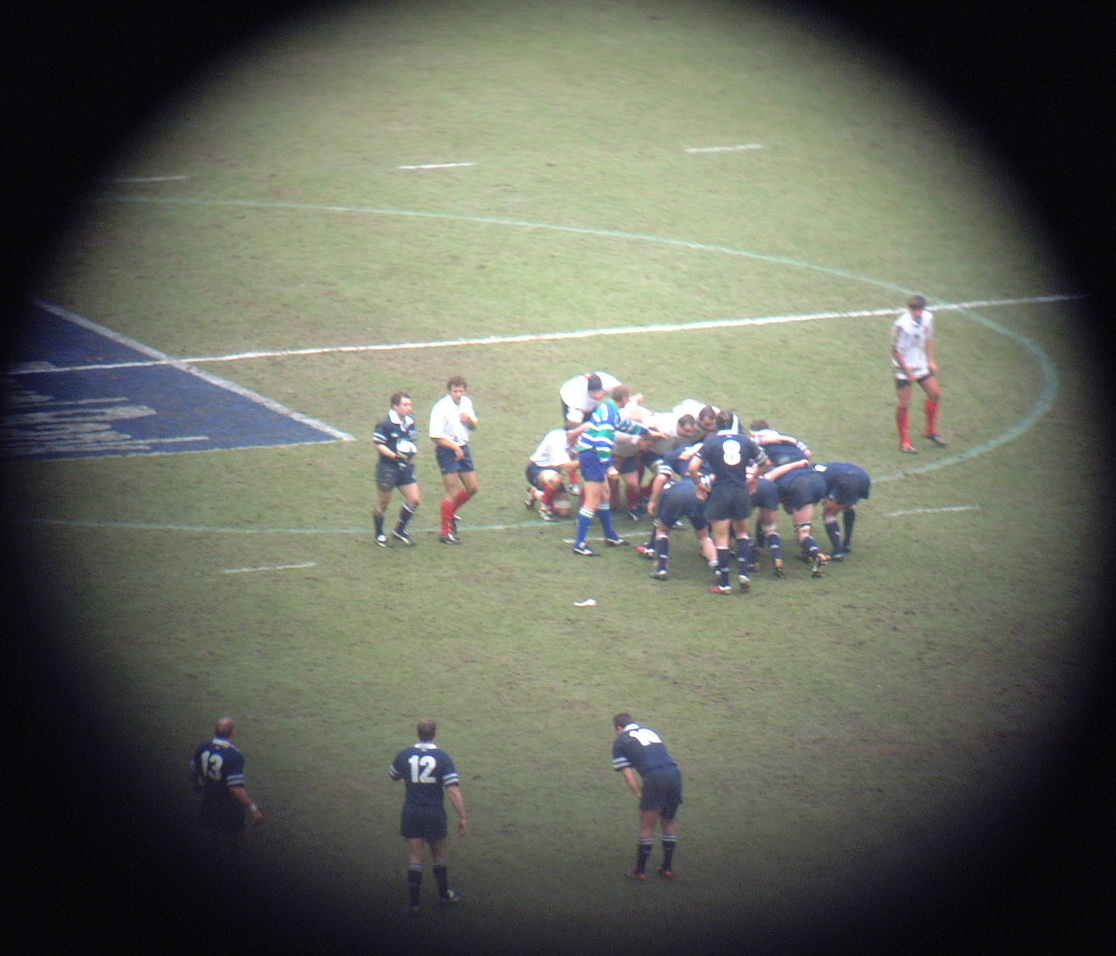
France - Écosse lors du Tournoi des Six Nations 2003 au Stade de France.

Pour la Coupe du monde 2003, les Écossais jouent dans le groupe B avec la France, les Fidji, le Japon et les États-Unis. Les deux premiers matchs voient la victoire de l'Écosse contre le Japon (32-11) et contre les États-Unis (39-15). Les Écossais perdent contre les Français (51-9), la plus lourde défaite de cette nation en Coupe du monde. Avec une autre victoire contre les Fidji (22-20), la qualification est acquise. L'Écosse termine deuxième et rencontre l'Australie en quart de finale. Une défaite (33-16) les élimine.
Le Tournoi de Six Nations 2004 est catastrophique, les Écossais terminant avec la Cuillère de bois, ce qui n'était plus arrivé depuis 1985. En 2005, ce n'est guère mieux, avec une seule victoire à domicile face à l'Italie (18-10). Matt Williams est remercié, la victoire contre l'Italie est la seule en deux ans dans le Tournoi, l'Écosse a gagné 3 matchs sur 17 (Italie, Samoa et Japon). Cette victoire face au Japon est tout de même la plus large de son histoire (100-8),. Le bilan du Tournoi de 2000 à 2005 est défavorable avec une quatrième place comme meilleur résultat, 8 victoires, 21 défaites et un match nul.
Frank Hadden devient sélectionneur, l'Écosse sous sa direction, réussit à terminer à la troisième place du Tournoi 2006, avec trois victoires face à la France (20-16), à l'Angleterre (18-12) et en Italie (10-13). En grande partie grâce à son ailier, buteur, Chris Paterson marquant 57 points dont deux essais. Cependant l'embellie est de courte durée, les Écossais perdant toutes leurs rencontres en 2006 face aux nations de l'hémisphère sud. Le Tournoi 2007 est à nouveau mauvais, avec une dernière place et une seule victoire face à l'équipe de Galles (21-9), malgré un Chris Paterson terminant, deuxième meilleur marqueur avec 65 points. Mais le parcours écossais dans ce Tournoi est surtout marqué par la défaite à domicile face à l'Italie (17-37). Trois essais sont offerts aux Italiens qui mènent (21-0).

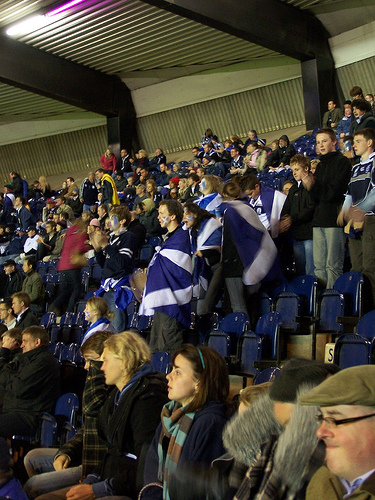
Supporters écossais lors de la Coupe du monde 2007.

L'équipe d'Écosse dispute la Coupe du monde 2007, organisée par la France, en étant dans la poule C pour la première phase. Elle affronte la Nouvelle-Zélande, l'Italie, la Roumanie et le Portugal. L'Écosse s'impose contre le Portugal (56-10) puis contre la Roumanie (42-0). Le match au sommet entre les All Blacks et l'Écosse voit la victoire des champions du monde 1987 sur les remplaçants écossais par 40 à rien. Le match reste dans les mémoires seulement pour la cacophonie des maillots, gris noirs contre noirs et gris. Le XV du Chardon bat ensuite les Italiens pour finir deuxième de la poule, derrière les Néo-Zélandais. L'Écosse doit alors affronter le vainqueur de la poule D, au Stade de France. Elle s'incline (19-13) contre l'Argentine. Chris Paterson est le seul buteur à terminer la coupe du monde 2007 avec 100 % de réussite, 36 sur 36.
Après une Coupe du monde 2007 sans relief, l'Écosse dispute le Tournoi des Six Nations 2008. Les Français se déplacent en Écosse et l'emportent (6-27). Le pays de Galles reçoit l'Écosse et gagne (30-15). Le déplacement en Irlande se solde par une nouvelle défaite (34-13). L'Écosse l'emporte ensuite contre les Angleterre (15-9), dans un match marqué par un duel de buteurs entre Jonny Wilkinson et Chris Paterson, remporté par ce dernier. Les Écossais vont terminer le Tournoi par une défaite en Italie (23-20), grâce à un drop à la dernière minute de jeu d'Andrea Marcato. Le bilan du tournoi est défavorable avec quatre défaites pour une victoire. Peu de satisfaction, mis à part le buteur, Paterson avec un taux de réussite de 100 %, comme en 2007.
Le Tournoi des Six Nations 2009 est à nouveau décevant. Quatre défaites, deux à Murrayfield contre le pays de Galles (13-26) et l'Irlande (15-22), puis deux à l'extérieur, en France (22-13) et en Angleterre (26-12). Le seul moment positif est la victoire face à l'Italie (26-6). Frank Hadden démissionne le 2 avril 2009, après la cinquième place de l'Écosse dans ce tournoi. Il est remplacé par l'Anglais Andy Robinson.

### Renouveau instable (2009-2014)
Lorsqu'Andy Robinson est introduit sélectionneur de cette équipe écossaise, elle connaît de meilleurs résultats. Elle remporte les deux matchs de la tournée d'automne contre les Fidji (23-10) et l'Australie (9-8), mais perd contre l'Argentine (6-9). Lors du tournoi des Six Nations 2010, l'Écosse réalise l'exploit de battre l'Irlande à Croke Park (20-23), puis concède le match nul contre l'Angleterre (15-15). Puis, lors de la tournée d'été, elle bat l'Argentine par deux fois, (16-24) et (9-13). En automne, cela s'avère plus compliqué, défaits contre la Nouvelle-Zélande (3-49), les Écossais battent ensuite l'Afrique du Sud (21-17) et les Samoa (19-16). Le tournoi des Six Nations 2011 s'avère très difficile, perdant tous ces matchs sauf lors de la dernière journée contre l'Italie (21-8), évitant ainsi la cuillère de bois.

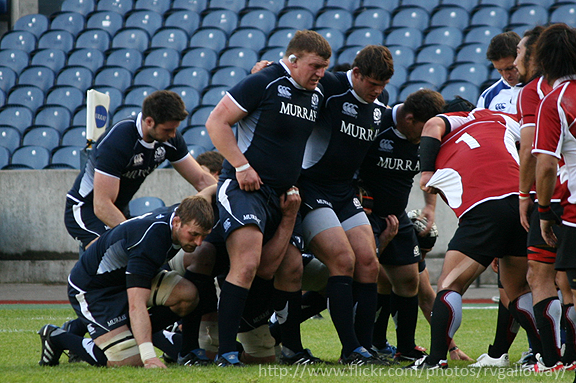
La première ligne écossaise avec Allan Jacobsen à côté de Ross Ford.

L'Écosse tire une poule d'un niveau homogène aux côtés de l'Angleterre, de l'Argentine, de la Roumanie et la Géorgie pour la coupe du monde 2011. L'équipe d'Écosse se montre peu convaincante après deux victoires difficiles face aux Roumains (34-24) et aux Géorgiens (15-6), sans prendre de bonus offensif. S'ensuivent deux courtes défaites subies en fin de match, face aux Argentins (13-12), puis face aux Anglais (16-12). Pour la première fois dans l'histoire de la coupe du monde depuis 1987, alors qu'elle a participé à toutes les phases finales, l'Écosse est éliminée dès la phase de poules.
L'Écosse montre à la fois d'intéressantes dispositions offensives et une difficulté persistante à marquer des essais lors du tournoi des Six Nations 2012. Elle subit une courte défaite contre l'Angleterre à domicile (6-13), puis perd contre le pays de Galles (27-13) et contre la France (17-23). Le niveau de jeu montré par le XV du chardon s'effrite contre l'Irlande qui s'impose facilement (32-14), avant de sombrer face à l'Italie (13-6). Battue à cinq reprises, l'Écosse reçoit la cuillère de bois, la quatorzième de son histoire, et quitte le tournoi la tête basse. Menacé d'être évincé de son poste de sélectionneur, Andy Robinson est finalement maintenu par la SRU. C'est donc sur une série de sept défaites consécutives que l'équipe d'Écosse aborde la tournée de juin 2012 dans l'hémisphère sud. Paradoxalement, la confiance est bien là : entretemps, les Glasgow Warriors ont atteint la demi-finale du Pro 12 et Édimbourg s'est hissé en demi-finale de la coupe d'Europe. Forts de cette confiance, les Écossais s'imposent contre une équipe d'Australie privée de Quade Cooper (6-9), leur première victoire sur le sol australien depuis trente ans. Suivent une victoire contre les îles Fidji (25-37) et un succès laborieux face aux Samoa (16-17), une équipe qui leur avait déjà posé de grosses difficultés sous la neige d'Aberdeen, deux ans auparavant. Cette série de trois victoires dans l'hémisphère sud est une première dans l'histoire du rugby écossais. Cependant, en automne, ils perdent successivement à Murrayfield, contre la Nouvelle-Zélande (22-51), puis contre l'Afrique du Sud (10-21). Enfin ils perdent contre les Tonga (15-21) au Pittodrie Stadium d'Aberdeen. Cette troisième défaite entraîne la chute de l'Écosse au douzième rang mondial et la démission Andy Robinson, le 25 novembre 2012.
En attendant la nomination d'un nouveau sélectionneur, c'est l'adjoint d'Andy Robinson, l'Australien Scott Johnson qui assure l'intérim. Lors du tournoi des six nations 2013, l'équipe d'Écosse débute par une défaite à Twickenham face à l'Angleterre (38-18). Jouant ensuite trois fois à Murrayfield, la sélection écossaise se reprend par une victoire face à l'Italie (34-10), puis une seconde face à l'Irlande (12-8), avant de trébucher face à l'équipe de Galles (18-28). La fin du tournoi s'effectue au Stade de France, par une défaite face à la France (23-16). L'Écosse termine à la troisième place, meilleur résultat depuis 2006, en grande partie grâce à son demi de mêlée Greig Laidlaw, terminant deuxième meilleur marqueur du tournoi avec 61 points, mais aussi grâce à son jeune arrière Stuart Hogg (20 ans) et son ailier Tim Visser, marquant chacun deux essais.
Le 26 mai 2013, la fédération écossaise annonce qu'à partir de juin 2014 et pour un contrat reconductible de deux ans, le Néo-Zélandais Vern Cotter remplacera Scott Johnson au poste de sélectionneur de l'équipe d'Écosse et la mènera lors de la coupe du monde 2015
En juin, l'Écosse se rend en Afrique du Sud, pour un tournoi quadrangulaire. Privé de Stuart Hogg, Richie Gray et Sean Maitland, retenus par les Lions britanniques et irlandais, l'Écosse s'incline contre les Samoa (27-17), pour la première fois de leur histoire. Puis perd face aux Springboks, (30-17), mais l'emporte contre l'Italie (30-29), grâce à un essai dans les arrêts de jeu d'Alasdair Strokosch. Lors des trois matchs joués à Murrayfield pour la tournée d'automne, les Écossais gagnent (42-17) face au Japon, puis s'inclinent face à l'Afrique du Sud (28-0) et l'Australie (21-15). L'Écosse réalise un mauvais tournoi 2014 avec quatre défaites, dont une au pays de Galles (51-3), la plus lourde défaite écossaise du Tournoi. Les Écossais évitent la cuillère de bois en l'emportant au Stade olympique de Rome face à l'Italie (20-21), grâce à un drop à la dernière minute de Duncan Weir.

### Réels progrès (depuis 2014)

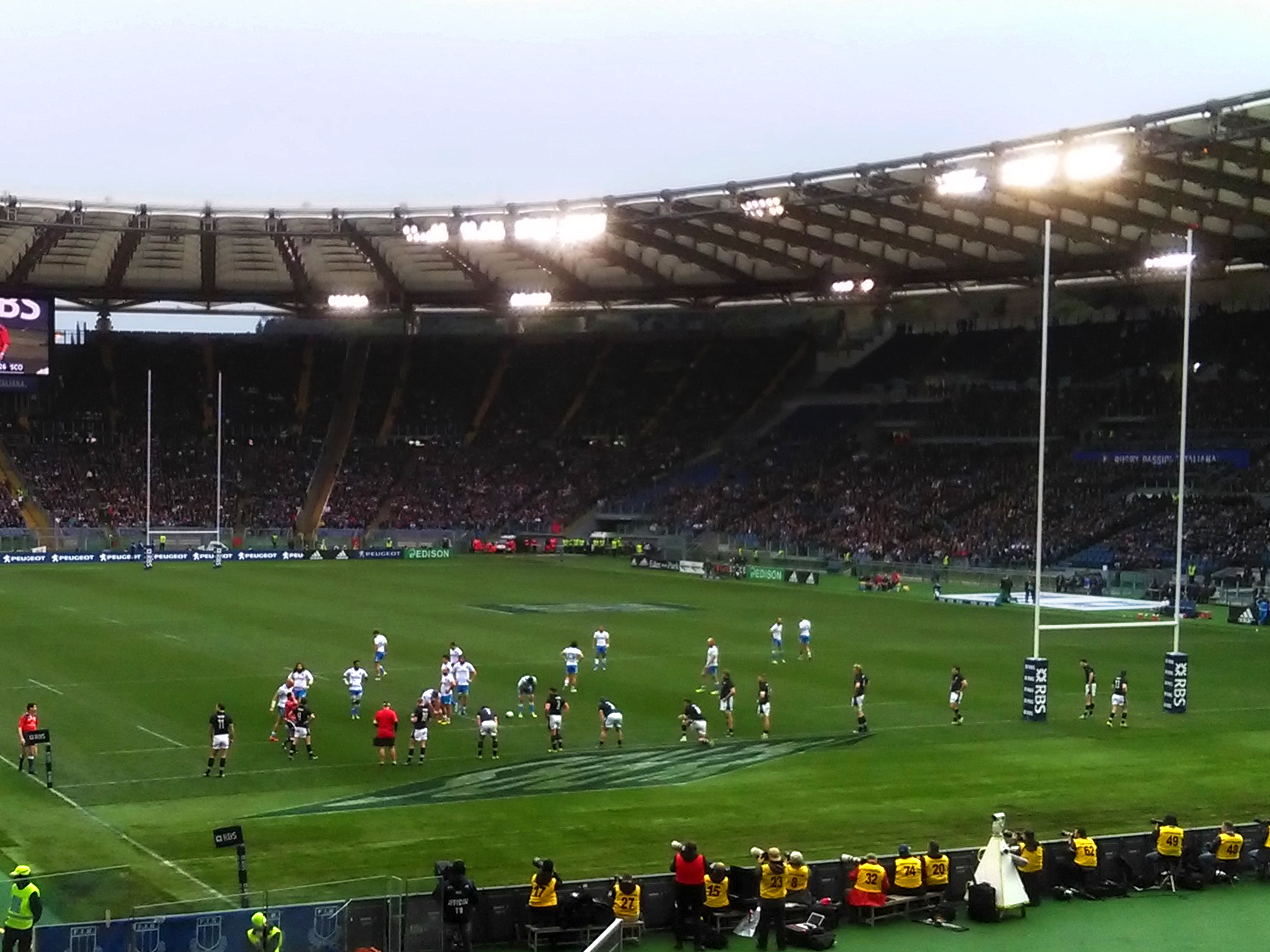
Italie-Écosse en 2016.

Pour la tournée d'été 2014, l'Écosse désormais dirigée par le sélectionneur néo-zélandais Vern Cotter, s'impose pour son premier match à Houston face aux États-Unis (6-24). Puis elle l'emporte au Canada (17-19) et en Argentine (19-21), mais termine sa tournée par une lourde défaite (55-6) en Afrique du Sud. En automne, le XV du chardon bat à nouveau l'Argentine (41-31), mais cette fois à Murrayfield, ce qu'il n'avait plus réussi à faire depuis 24 ans. Une semaine plus tard, les Écossais sont proches de créer l'exploit face à la Nouvelle-Zélande, ne s'inclinant que dans les dernières minutes (16-24). Ils clôturent cette tournée par une victoire sur les Tonga (37-12).
Fort de cette tournée réussie, l'équipe d'Écosse se présente dans le tournoi 2015 avec ambitions. Malgré de belles phases de jeu proposées durant les matchs, la formation de Vern Cotter va subir cinq défaites dont trois à domicile face au pays de Galles (23-26), l'Italie (19-22) et l'Irlande (10-40), terminant dernière du classement et décrochant une seizième cuillère de bois de son histoire.
L'Écosse fait partie de la poule B de la Coupe du monde 2015, avec les équipes d'Afrique du Sud, des Samoa, du Japon et des États-Unis. Le XV du chardon entame la compétition par une victoire bonifiée face au Japon (46-10). Pour la deuxième rencontre, les Écossais dominent les États-Unis 39 à 16. Ils sont ensuite opposés à l'Afrique du Sud et s'inclinent assez largement 34 à 16. Pour la dernière rencontre de la phase de poule, l'Écosse l'emporte face aux Samoa 36 à 33, en grande partie grâce à leur capitaine Greig Laidlaw, auteur de 26 points dans ce match. Qualifiée pour les quarts de finale, l'Écosse affronte l'Australie, à Twickenham. le XV du chardon est tout proche de réussir l'exploit de battre les Wallabies, perdant cette rencontre 34 à 35, sur une pénalité litigieuse à la dernière minute accordée par l'arbitre sud-africain Craig Joubert. Cette pénalité est jugée après coup par le World Rugby comme une erreur d'arbitrage.

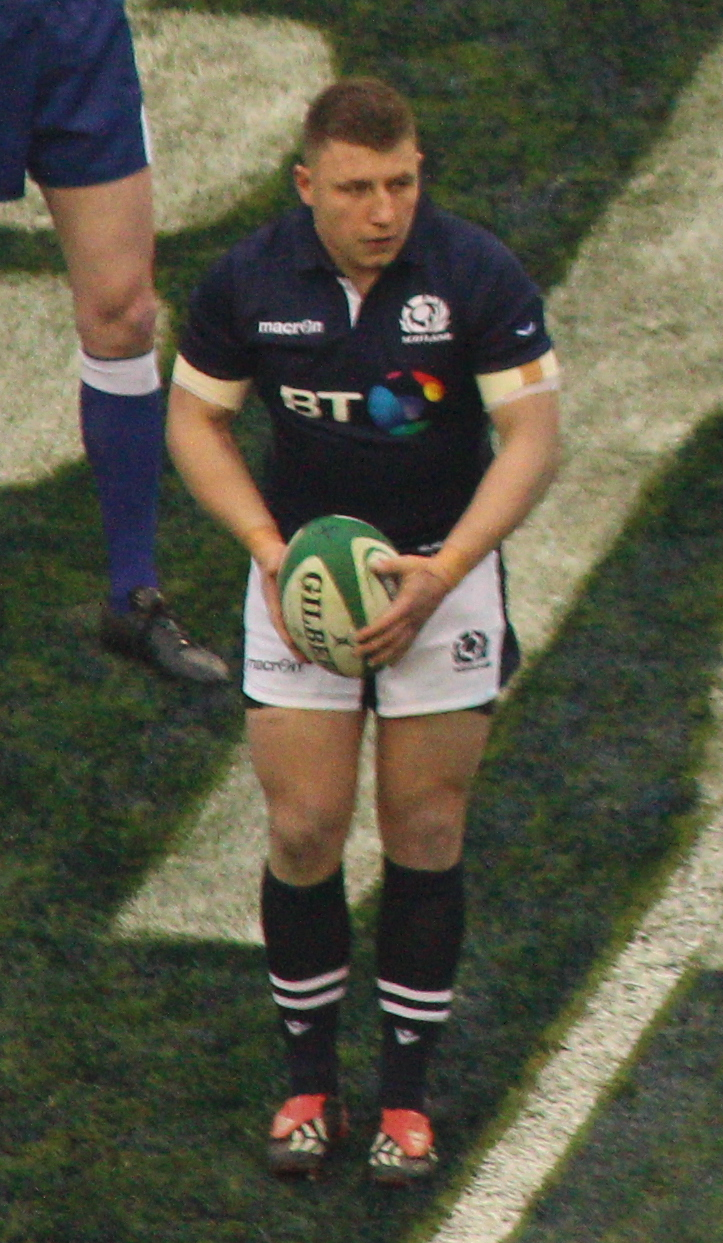
Duncan Weir lors d'Irlande-Écosse en 2016.

Lors du Tournoi 2016, l'Écosse commence la compétition par une courte défaite à domicile face à l'Angleterre (9-15). À Cardiff, elle s'incline à nouveau de peu face au pays de Galles (27-23), après une rencontre très disputée. Les Écossais s'imposent ensuite assez largement au Stade Olympique de Rome face à l'Italie (20-36). Puis ils dominent l'équipe de France à Murrayfield (29-18), première victoire face aux Bleus depuis 2006. À la suite d'une défaite à l'Aviva Stadium face à l'Irlande (35-25), l'Écosse termine à la quatrième place, mais son arrière Stuart Hogg est élu meilleur joueur du Tournoi, une première pour un joueur écossais. En juin 2016, l'Écosse se rend au Japon pour une tournée de deux rencontres. Lors du premier acte, elle s'impose assez facilement face aux Nippons (13-26). En août, Gregor Townsend est annoncé comme sélectionneur à partir de juin 2017, date de la fin de contrat de Vern Cotter. En automne, l'Écosse s'incline à Murrayfield dans les dernières minutes d'un petit point face à l'Australie (22-23), comme lors de la coupe du monde un an plus tôt. Mais les Calédoniens remportent les deux rencontres suivantes, face à l'Argentine (19-16), puis face à la Géorgie (43-16). Lors du Tournoi 2017, l'Écosse entame la compétition par une victoire à domicile contre l'Irlande (27-22). Lors de la deuxième rencontre, elle s'incline dans les dernières minutes au Stade de France contre la France (22-16). Face au pays de Galles, après avoir été dominée en début de rencontre, l'Écosse inscrit 20 points lors de la seconde période pour l'emporter 29 à 13. Lors de la rencontre suivante, le XV du chardon est largement dominé par les Anglais à Twickenhamm (60-21). Pour clore l'épreuve, les Écossais s'imposent facilement contre l'Italie (29-0), leur permettant de prendre la quatrième place au classement mais avec le nombre de points que les Irlandais deuxièmes et les Français troisièmes. Stuart Hogg est élu meilleur joueur du tournoi et conserve son titre.
Gregor Townsend prend les rênes de la sélection écossaise en juin 2017. Pour sa première rencontre en tant que sélectionneur, l'Écosse domine l'Italie 34 à 13 au Stade national à Singapour. Une semaine plus tard, les Écossais s'imposent à Sydney face aux Australiens (19-24), mais s'inclinent lors de la dernière rencontre de la tournée face aux Fidji (27-22). En novembre, les Écossais confirment leur retour parmi les meilleurs nations, en ne perdant que de quelques points à Murrayfield face à la Nouvelle-Zélande (17-22), puis en l'emportant largement une semaine plus tard face à l'Australie (53-24). Le bilan de l'Écosse lors du Tournoi 2018 est positif avec trois matchs gagnés contre deux perdus, mais avec surtout une victoire contre l'Angleterre (25-13), ce qui n'était plus survenue depuis dix ans. L'équipe d'Écosse effectue un Tournoi 2019 mitigé avec une seule victoire pour trois défaites, mais avec aussi un match nul à Twickenham face au XV de la Rose (38-38) lors d'une rencontre épique.
Lors de la Coupe du monde 2019, l'Écosse se trouve dans le groupe A et est éliminée dès la phase de groupes, comme 8 ans auparavant, avec un bilan de 2 victoires et 2 défaites. Elle subit ses deux revers contre ses concurrents directs à la qualification pour les quarts, d'abord lors de la première journée contre l'Irlande (3-27) puis lors de la dernière journée contre l'hôte japonais (21-28) ; dans une rencontre décisive qui aura vu le XV du Chardon ouvrir la marque avant d'encaisser 3 essais consécutifs en première mi-temps puis un autre essai nippon en début de deuxième période, les coéquipiers de Stuart Hogg inscriront deux essais sans pour autant réussir à renverser la vapeur contre des Nippons solidaires défensivement, et qui prennent leur revanche sur le 45-10 infligé par les Écossais quatre ans plus tôt.
Lors du tournoi 2020, l'Écosse termine à la 4e place en réalisant un parcours plus qu'honorable avec 3 victoires et 2 défaites, dont une victoire historique sur la pelouse du Pays de Galles (14-10) lors de la dernière journée, reportée et jouée en octobre 2020 pour cause de pandémie de Covid-19, alors que le XV du Chardon n'avait plus battu les Gallois à Cardiff depuis 2002 et n'avaient remporté que deux des 13 dernières confrontations entre les deux équipes. Les coéquipiers de Stuart Hogg réalisent également un exploit majuscule dès la première journée du tournoi 2021 en s'imposant à Twickenham contre l'Angleterre (11-6), alors que les Écossais n'avaient plus connu la victoire en terre anglaise depuis 1983. Cependant, le XV du Chardon ne confirme pas et retombe dans ses travers dès la journée suivante, en s'inclinant à domicile contre le Pays de Galles (24-25) alors que les coéquipiers de Stuart Hogg menaient pourtant 17-3 au bout d'une demi-heure de jeu, une rencontre durant laquelle les Écossais auront fait preuve de naïveté défensive, opéré des choix discutables (tenter des touches dans le camp gallois au lieu de taper davantage de pénalités), raté des essais tout fait et réalisé des fautes stupides symbolisés par le carton rouge rédhibitoire récolté en deuxième mi-temps par Zander Fagerson. L'Écosse trébuche également à domicile face à l'Irlande (24-27) dans une rencontre marquée par de nombreuses pénalités concédées au XV du Trèfle mais signe, toujours à domicile, un succès bonifié face à l'Italie avec huit essais inscrits (52-10) et termine le tournoi à la 4e place avec un bilan de 3 victoires et 2 défaites grâce à un succès inattendu sur la pelouse du XV de France pour la première fois depuis 1999 (27-23).

## Palmarès

### Coupe du monde
Le tableau suivant récapitule les performances de l'Écosse en Coupe du monde. Les Écossais n'y ont pas souvent brillé, sauf en 1991 lorsqu'ils terminent à la quatrième place. Ils se qualifient généralement pour les phases finales sauf en 2011 et 2019.

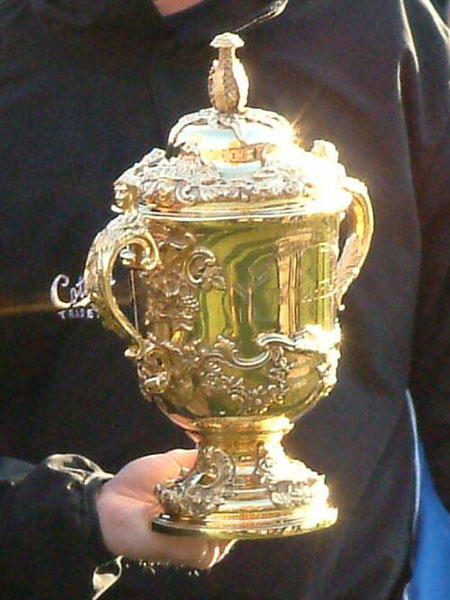
Coupe Webb Ellis.

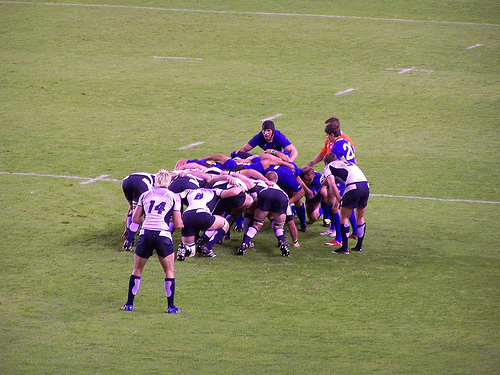
Écosse - Roumanie, lors de la Coupe du monde 2007.

| Édition | Organisateur               | Place                  | Commentaire    |
| ------- | -------------------------- | ---------------------- | -------------- |
| 1987    | Nouvelle-Zélande Australie | 1/4 de finaliste       | Écosse CM 1987 |
| 1991    | Angleterre                 | 4e                     | Écosse CM 1991 |
| 1995    | Afrique du Sud             | 1/4 finaliste          | Écosse CM 1995 |
| 1999    | Pays de Galles             | 1/4 finaliste          | Écosse CM 1999 |
| 2003    | Australie                  | 1/4 finaliste          | Écosse CM 2003 |
| 2007    | France                     | 1/4 finaliste          | Écosse CM 2007 |
| 2011    | Nouvelle-Zélande           | Éliminé en poule (3e)  | Écosse CM 2011 |
| 2015    | Angleterre                 | 1/4 finaliste          | Écosse CM 2015 |
| 2019    | Japon                      | Éliminée en poule (3e) | Écosse CM 2019 |
| 2023    | France                     | Éliminée en poule (3e) | Écosse CM 2023 |
| 2027    | Australie                  | à venir                | Écosse CM 2027 |

### Tournoi
| Nations        | Tournois disputés | Victoires | dont victoires seule | dont Grands Chelems |
| -------------- | ----------------- | --------- | -------------------- | ------------------- |
| Angleterre     | 125               | 39        | 29                   | 13                  |
| Pays de Galles | 127               | 39        | 27                   | 12                  |
| France         | 92                | 26        | 17                   | 10                  |
| Écosse         | 127               | 22        | 14                   | 3                   |
| Irlande        | 127               | 22        | 14                   | 3                   |
| Italie         | 22                | 0         | 0                    | 0                   |

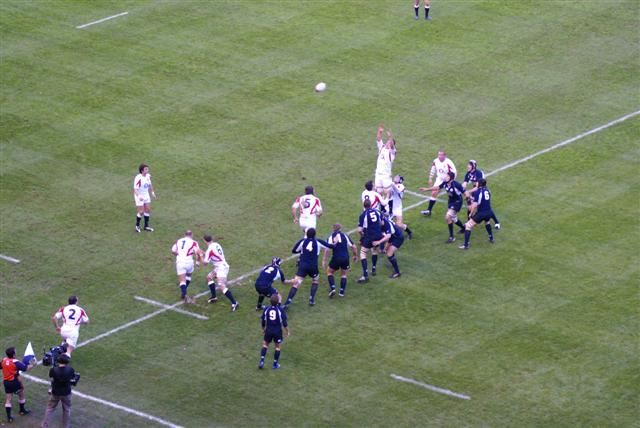
Angleterre - Écosse en 2007.

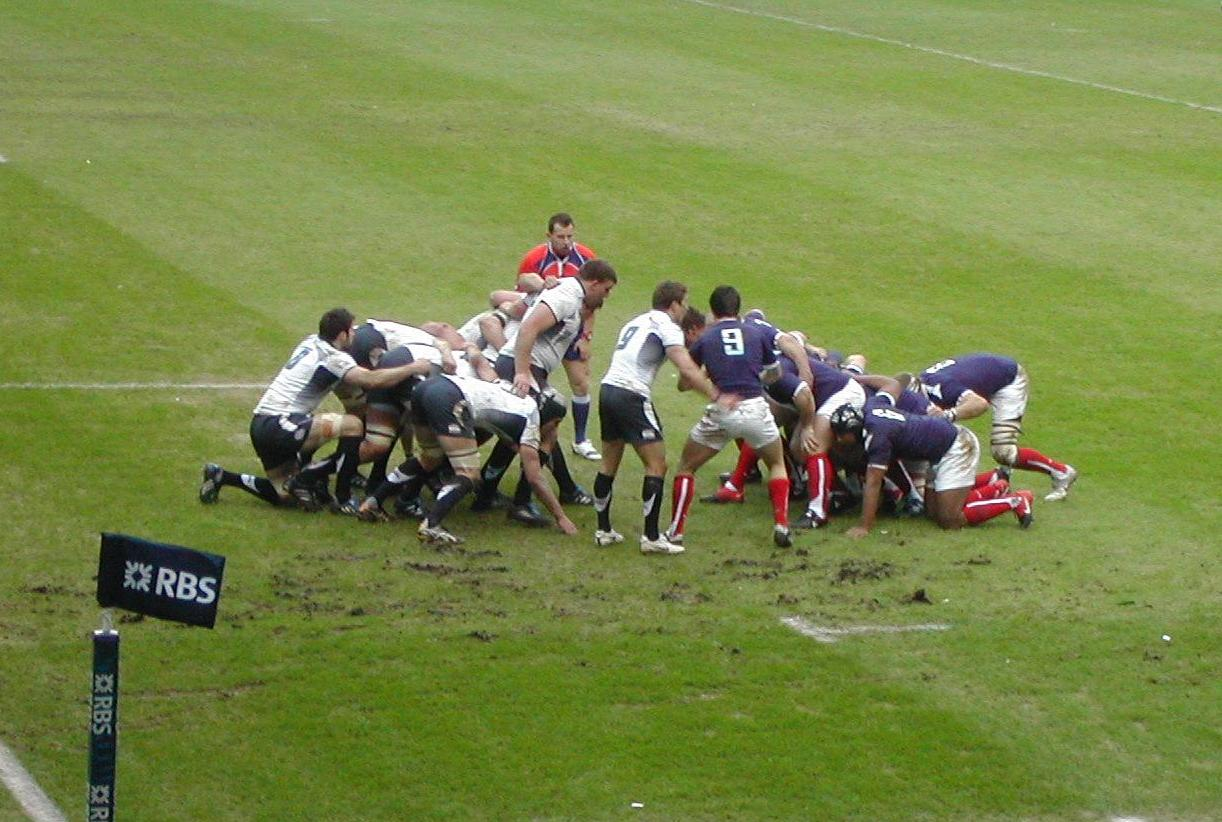
Écosse - France en 2010.

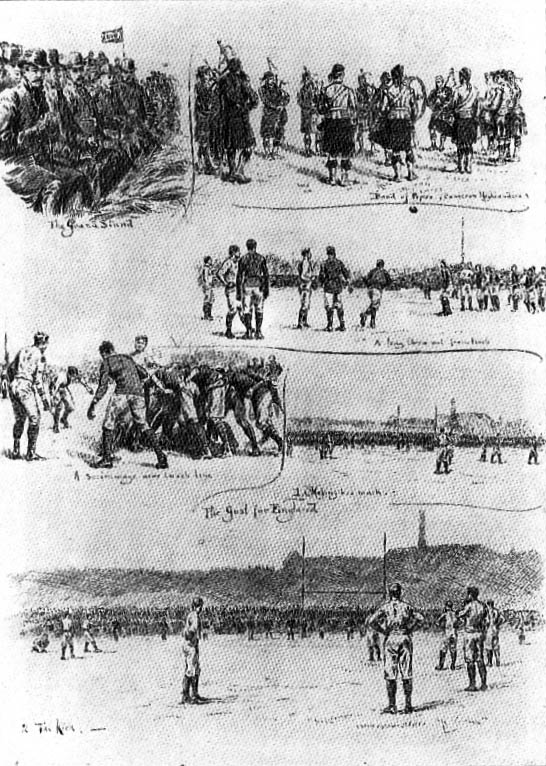
La Calcutta Cup à Raeburn Place en 1890.

L'Écosse, qui compte le plus de participations dans le Tournoi avec le pays de Galles et l'Irlande, occupe la quatrième place du palmarès du Tournoi avec quatorze victoires seule dont trois Grands Chelems réussis en 1925, 1984, 1990. L’Écosse a surtout brillé pendant la décennie 1886-1895, les années 1900 et 1920, avec quatorze victoires, remportées seule ou partagées, et un Grand Chelem en 1925. Depuis 1945, l'Écosse a remporté seulement trois fois seule le Tournoi, deux de ces victoires sont assorties d'un Grand Chelem en 1984 et en 1990.
- Victoires seules (14) : 1887, 1891, 1895, 1901, 1903, 1904, 1907, 1925, 1929, 1933, 1938, 1984, 1990, 1999
- Victoires partagées (8) : 1886, 1890, 1920, 1926, 1927, 1964, 1973, 1986
- Triple couronne (10)[151] : 1891, 1895, 1901, 1907, 1925, 1933, 1938, 1984, 1990
- Cuillère de bois (16) : 1902, 1911, 1914, 1932, 1936, 1939, 1947, 1952, 1953, 1954, 1968, 1978, 1985, 2004, 2012, 2015
- Depuis 1879, la Calcutta Cup est attribuée annuellement au vainqueur du match entre l'Angleterre et l'Écosse dans le Tournoi[151].
- Depuis 1989, le Centenary Quaich est attribué au vainqueur du match entre l'Écosse et l'Irlande dans le Tournoi[151].
- Depuis 2018, le Auld Alliance Trophy est attribué au vainqueur du match entre l'Écosse et la France dans le Tournoi[151].
- Depuis 2022, la Cuttitta Cup est attribuée annuellement au vainqueur du match entre l'Italie et l'Écosse dans le Tournoi.

### Statistiques sur les confrontations
Le graphique qui aurait dû être présenté ici ne peut pas être affiché car il utilise l'ancienne extension Graph, désactivée pour des questions de sécurité. Des indications pour créer un nouveau graphique avec la nouvelle extension Chart sont disponibles ici.

Voir ou modifier les données brutes du graphique.
Classement World Rugby
Le tableau suivant dresse le bilan des matches contre tous les adversaires de l'équipe d'Écosse, il est mis à jour au 27 mars 2021.
L'équipe d'Écosse présente un bilan négatif par rapport à toutes les équipes majeures du rugby à XV de l'hémisphère Sud (Afrique du Sud, Australie, Nouvelle-Zélande et même l'Argentine). Elle est également dominée par toutes les autres nations européennes qui disputent le Tournoi des Six Nations, l'Angleterre, le pays de Galles, la France, à l'exception notable de l'Irlande, où le bilan est équilibré, et de l'Italie.
| Adversaires         | Matchs | Victoires | Nuls | Défaites | % de victoires |
| ------------------- | ------ | --------- | ---- | -------- | -------------- |
| Afrique du Sud      | 27     | 5         | 0    | 22       | 18,5           |
| Angleterre          | 139    | 44        | 19   | 76       | 31,7           |
| Argentine           | 21     | 9         | 0    | 9        | 42,9           |
| Australie           | 32     | 11        | 0    | 21       | 34,4           |
| Barbarians          | 11     | 2         | 1    | 8        | 18,2           |
| Barbarians français | 2      | 0         | 0    | 2        | 0,0            |
| Canada              | 6      | 5         | 0    | 1        | 83,3           |
| Côte d'Ivoire       | 1      | 1         | 0    | 0        | 100,0          |
| Espagne             | 1      | 1         | 0    | 0        | 100,0          |
| États-Unis          | 6      | 5         | 0    | 1        | 83,3           |
| Fidji               | 9      | 7         | 0    | 2        | 77,8           |
| France              | 98     | 39        | 4    | 56       | 39,8           |
| Pays de Galles      | 127    | 50        | 3    | 74       | 39,4           |
| Géorgie             | 4      | 4         | 0    | 0        | 100,0          |
| Irlande             | 138    | 67        | 5    | 67       | 48,6           |
| Italie              | 32     | 25        | 0    | 8        | 78,1           |
| Japon               | 8      | 7         | 0    | 1        | 87,5           |
| Nouvelle-Zélande    | 31     | 0         | 2    | 29       | 0,0            |
| Pacific Islanders   | 1      | 1         | 0    | 0        | 100,0          |
| Portugal            | 2      | 2         | 0    | 0        | 100,0          |
| Roumanie            | 13     | 11        | 0    | 2        | 84,6           |
| Russie              | 1      | 1         | 0    | 0        | 100,0          |
| Samoa               | 12     | 10        | 1    | 1        | 83,3           |
| Tonga               | 4      | 3         | 0    | 1        | 75,0           |
| Uruguay             | 1      | 1         | 0    | 0        | 100,0          |
| Zimbabwe            | 2      | 2         | 0    | 0        | 100,0          |
| Total               | 714    | 310       | 33   | 371      | 43,4           |

## Tenue, emblème du XV de l'Écosse

### Tenue vestimentaire
Les Écossais jouent en maillot bleu marine et blanc avec un chardon sur le cœur, un short bleu et des chaussettes bleues. Cependant la tenue traditionnelle est un maillot bleu marine, un short blanc et des chaussettes bleues.
Entre 2000 et 2013, c'est l'équipementier Canterbury of New Zealand qui habille l'Écosse et le blend scotch whisky The Famous Grouse qui apparaît comme sponsor maillot. Comme la Loi Évin limite fortement le droit de faire de la publicité aux boissons alcoolisées sur les maillots de sport, quand l'équipe joue en France le mot The Famous Grouse est remplacé par TFG.
En 2013, la fédération écossaise négocie un accord avec l'équipementier italien Macron,
En 2015, le sponsor maillot devient BT, opérateur britannique de télécommunications.
En avril 2021, la Fédération écossaise signe un partenariat de quatre ans avec Peter Vardy Group, une entreprise familiale écossaise de concessionnaires automobiles pour devenir le sponsor maillot de l'équipe nationale à partir de l'été 2021. Peter Vardy devient également le sponsor à l'arrière du maillot de l'équipe d'Écosse de rugby à 7.
| Période   | Équipementiers                                      | Sponsors maillot |
| --------- | --------------------------------------------------- | ---------------- |
| 1991–94   | Umbro                                               | pas de sponsor   |
| 1994–98   | Pringle of Scotland \|rowspan=3\| The Famous Grouse |                  |
| 1998–2000 | Cotton Oxford                                       |                  |
| 2000–08   | Canterbury                                          |                  |
| 2008–11   | Canterbury                                          | Murray           |
| 2011–13   | Canterbury                                          | RBS              |
| 2013–15   | Macron                                              | RBS              |
| 2015–2021 | Macron                                              | BT               |
| 2021–     | Macron                                              | Peter Vardy      |

### Emblème et hymne

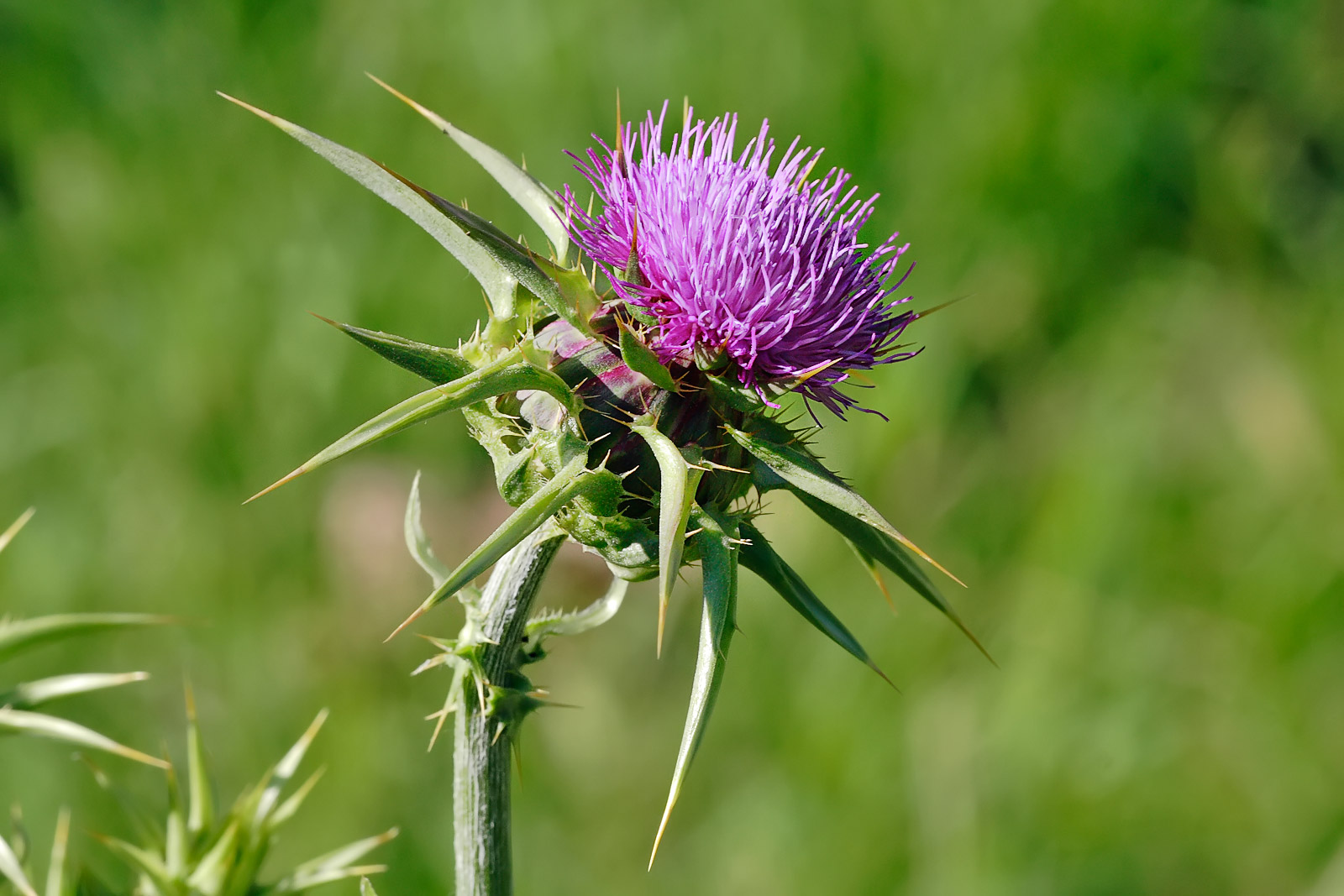
Un chardon.

L'emblème du XV d'Écosse est le chardon, l'un des symboles nationaux de l'Écosse. Selon la légende, des guerriers écossais sont sauvés d'une attaque nocturne des Danois quand ceux-ci marchant sur des chardons, crient de douleur, ce qui alerte les veilleurs.
The Flower of Scotland (Flùir na h-Alba en gaélique écossais) a été composé en 1974 par Roy Williamson du groupe traditionnel The Corries. Il est utilisé pour la première fois lors d'une rencontre officielle de l'édition 1990 du Tournoi des Cinq Nations. Jusque-là l'hymne joué pour l'Écosse est le God Save the Queen. À la demande du XV écossais, Flower of Scotland est joué comme hymne pour le dernier match du Tournoi, dans une rencontre qui les oppose aux Anglais. En 1993, la fédération écossaise de rugby à XV décide qu'il serait joué avant chaque match de l'Écosse. Jugée trop agressive par certains, la chanson a fait l'objet d'une pétition populaire présentée au Parlement écossais en 2004 pour qu'elle cesse d'être utilisée lors des rencontres sportives et soit remplacée par une autre. Ce chant patriotique (Georges Reid traite la chanson The Flower of Scotland de « vindicative », Sandra White a « le sang remué » par la chanson) célèbre à la fois la beauté des paysages de l'Écosse et la victoire des patriotes écossais, fleur de l'Écosse, c'est-à-dire les plus braves, contre l'invasion anglaise à la fin du XIIIe siècle et au début du XIVe siècle, au cours de la première guerre d'indépendance de l'Écosse. Menés par Robert the Bruce, les Écossais renvoient chez elle « l'armée du fier Édouard » (proud Edward's army), Édouard II d'Angleterre lors de la bataille de Bannockburn qu'ils remportent en 1314, et qui débouche sur près de quatre siècles d'indépendance,.

## Stades de l'équipe d'Écosse

### Premières rencontres à domicile
De 1871 à 1925 l’équipe d'Écosse dispute ses rencontres internationales à domicile dans de nombreux stades avant de s'installer à demeure à Murrayfield à Édimbourg.
La première rencontre internationale entre équipes nationales de rugby à XV a lieu au stade de Raeburn Place. Localisée à Édimbourg, cette arène est le théâtre de la victoire de l'équipe d'Écosse le 27 mars 1871 sur l'équipe d'Angleterre.

### Quête d'un stade
Forcée de louer différents stades de cricket pour y faire jouer l'équipe d'Écosse, la fédération écossaise de rugby (la Scottish Rugby Union qui s'appelle alors encore la Scottish Football Union) veut s'implanter pour de bon dans un endroit à elle. Sa quête dure sept ans, aucune municipalité n'est prête à l'accueillir, au prétexte que les supporters arrivent telles des hordes sauvages les jours de match. Enfin, en 1897, elle fait l'acquisition d'un terrain à Inverleith pour la somme de 3 800 livres sterling, devenant ainsi la première des quatre fédérations britanniques à posséder son propre stade. Initialement prévu face au pays de Galles, le premier match a lieu le 18 février 1899 et voit la défaite de l'Écosse chez elle contre l'Irlande (3-9). Inverleith accueille les matchs de l'Écosse jusqu'au 25 janvier 1925, disputant son dernier match face aux Français. Le XV du Chardon s'installe ensuite à Murrayfield dès le 21 mars de la même année.

### Murrayfield

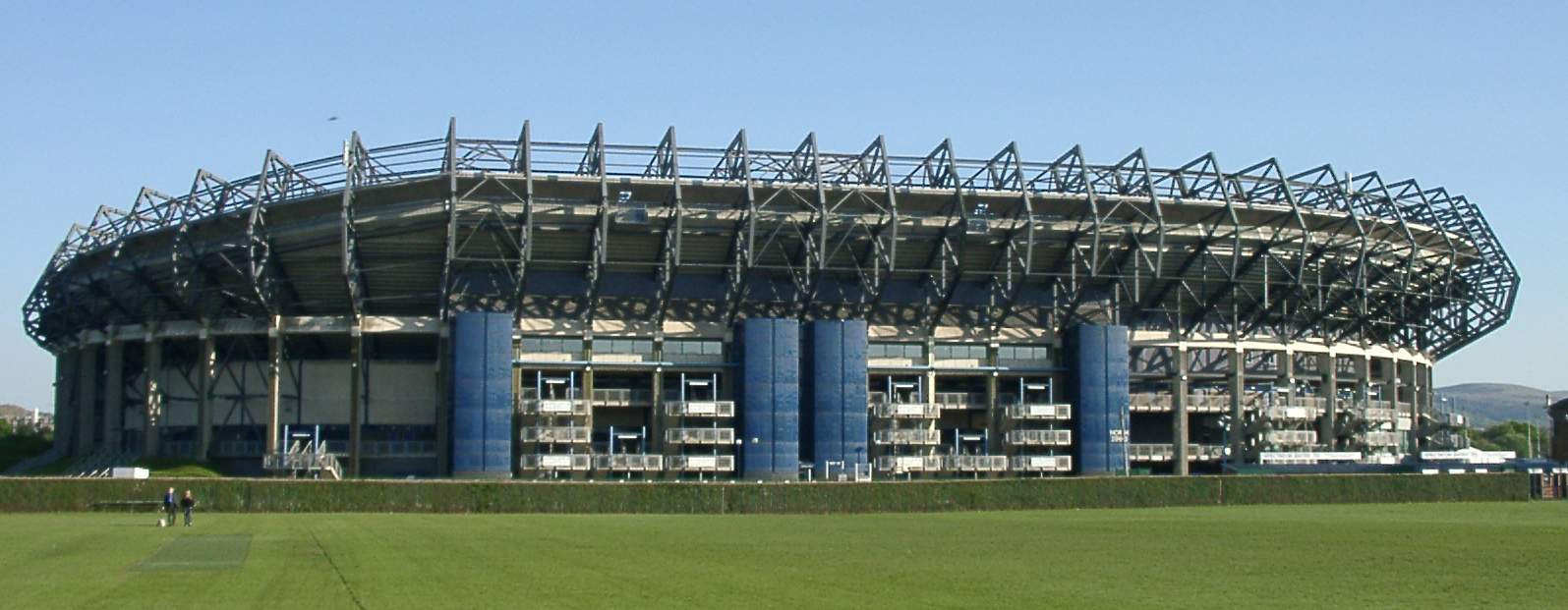
Extérieur du stade de Murrayfield.

La fédération écossaise de rugby à XV achète le terrain en 1920, il appartenait à l'Edinburgh Polo Club, et construit le premier stade de Murrayfield qui est inauguré le 21 mars 1925. Le premier match disputé à Murrayfield oppose les équipes d'Écosse et d'Angleterre devant 70 000 spectateurs, les Écossais remportent le match et par suite leur première Triple Couronne.
Pendant la Seconde Guerre mondiale, Murrayfield est utilisé comme dépôt par la Royal Air Force, les matchs de l'équipe d'Écosse sont disputés à Inverleith pendant deux ans jusqu'en 1944, à la fin de la réquisition par l'armée.
Le stade a accueilli jusqu’à 104 000 spectateurs en 1975, mais sa capacité a dû être réduite pour des raisons de sécurité.
Un système de chauffage du terrain est installé au début des années 1990. Il est opérationnel pour la Coupe du monde 1991. Il permet aux matchs de se disputer dans de meilleures conditions pendant les mois d'hiver.
Un mémorial situé sur le côté sud-est du stade, près du pont de chemin de fer, a été érigé afin de rendre hommage aux joueurs de rugby écossais morts durant les deux guerres mondiales.

## Composition du XV du Chardon

### Joueurs

#### Joueurs emblématiques
Tout au long de son histoire, l'équipe d'Écosse a compté un grand nombre de joueurs d'exception. Il n'est pas possible de les citer tous ici, on se reportera à Catégorie:Joueur écossais de rugby à XV pour en avoir une liste plus complète.
En 2010, Scottish Rugby Union inaugure un Temple de la Renommée, Hall of Fame, pour honorer les joueurs emblématiques du rugby à XV écossais. Les premières personnalités introduites en 2010, sont : David Bedell-Sivright, George MacPherson, Kenneth Scotland, Sandy Carmichael, Andy Irvine, Finlay Calder, Bill McLaren, Gavin Hastings, Ian McGeechan, Jim Telfer et Gordon Brown,. En 2013, une deuxième série de joueurs est introduite : Mark Morrison, Ian Smith, Hugh McLeod, Ian McLauchlan, Jim Renwick, David Leslie, Gary Armstrong, Chris Paterson, Norman Mair et John Rutherford.
Scotsman.com établit une liste des vingt plus grand joueurs écossais. Celle-ci est composée de : Colin Deans, David Leslie, Finlay Calder, Wilson Shaw, Roy Laidlaw, Alastair McHarg, Jim Telfer, John Jeffrey, Scott Hastings, Gary Armstrong, Gavin Hastings, John Rutherford, Gordon Brown, Gregor Townsend, Ian McLauchlan, Ian Smith, Jim Renwick, Andy Irvine.
La liste suivante est limitée à des joueurs qui ont au moins 60 sélections en équipe d'Écosse, plus quelques personnalités marquantes (capitaines de l'équipe d'Écosse, membres du Temple international de la renommée du rugby, joueurs comptant moins de sélections mais ayant évolué à une époque où il y avait moins de matchs internationaux).
| - Gary Armstrong - John Bannerman - John Barclay - Mike Blair - Fraser Brown - Gordon Brown - Kelly Brown - Gordon Bulloch - Craig Chalmers - Chris Cusiter - Doug Elliot - Zander Fagerson - Ross Ford | - Grant Gilchrist - Jonny Gray - Richie Gray - Stuart Grimes - Jim Hamilton - Gavin Hastings - Scott Hastings - Nathan Hines - Stuart Hogg - Andy Irvine - Allan Jacobsen - John Jeffrey - Greig Leidlaw | - Roy Laidlaw - Sean Lamont - Kenny Logan - George MacPherson - Ian McGeechan - Hugh McLeod - Mark Morrison - Euan Murray - Scott Murray - WP Nel - Dan Parks - Chris Paterson - Ali Price | - Bryan Redpath - Jim Renwick - Finn Russell - Wilson Shaw - Ian Smith - Tom Smith - Tony Stanger - Simon Taylor - Gregor Townsend - Hamish Watson - Doddie Weir - Jason White |

Parmi ces joueurs emblématiques, le tableau suivant distingue quelques joueurs qui possèdent le meilleur palmarès en ce qui concerne le nombre de sélections et de titres remportés avec l'équipe d'Écosse. Par leur activité, ils couvrent la période 1969-1995.
| Joueur et références | Période   | Poste                   | Sélections | Tournois                                  | Distinctions |
| -------------------- | --------- | ----------------------- | ---------- | ----------------------------------------- | --- |
| Gordon Brown,        | 1969-1976 | Deuxième ligne          | 30         | - T5 1973                                 | - Temple de la renommée - 3 tournées des Lions |
| Gavin Hastings,      | 1986-1995 | Arrière                 | 61         | - T5 1986 - GC 1990                       | - Temple de la renommée - Demi-finaliste CM 1991 ; 667 points inscrits (record écossais), 227 points inscrits en CM (record seulement dépassé en 2007 par Jonny Wilkinson) |
| Andy Irvine          | 1972-1982 | Arrière                 | 51         | - T5 1973                                 | - Temple de la renommée - 3 tournées des Lions |
| Ian McGeechan        | 1972-1979 | Demi d'ouverture Centre | 32         | - T5 1973                                 | - Temple de la renommée |
| Ian Smith,           | 1924-1933 | Ailier                  | 32         | - T4 1933 - T5 1926, 1927, 1929 - GC 1925 | - 24 essais inscrits (record écossais) - 8 essais inscrits lors du tournoi 1925 (record)                                                                                   |

#### Records
(décembre 2024).
- Si vous ne connaissez pas le sujet, laissez ce bandeau (vous pouvez alors contacter les auteurs).
- Si vous supprimez le contenu mis en cause (vous pouvez préalablement contacter les auteurs),

argumentez précisément cette suppression dans la page de discussion
(un manque de référence n'est pas un argument ; une recherche réelle de référence doit avoir été effectuée, être formellement documentée).

##### Record de sélections
La liste suivante dresse le bilan des records de sélections pour l'équipe d'Écosse de rugby à XV, elle met en valeur les joueurs des 25 dernières années, il faut noter qu'un classement par nombre de sélections ne dépend pas que de la qualité du joueur mais aussi du nombre de rencontres internationales. La naissance de la Coupe du monde en 1987, la périodicité désormais bi-annuelle des tournées influent sur ce classement et doivent donc être rappelées. Chris Paterson, MBE, est le premier joueur écossais à avoir franchi la barrière des 100 sélections, performance réussie au Millennium Stadium à Cardiff, face au pays de Galles, lors du Tournoi 2010. Il termine sa carrière avec 109 capes. Le détenteur précédent est Scott Murray, qui compte 87 sélections avec l'Écosse, Paterson le dépasse lors de la tournée 2008 en Argentine. Le 23 juin 2017, lors d'un test match au ANZ Stadium à Suva face aux Fidji, Ross Ford devient le recordman de sélections avec 110 capes.

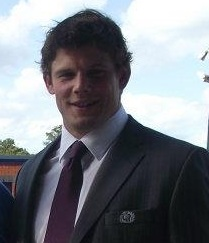
Ross Ford.

| Rang | Joueur          | Dates d'activité | Sélections |
| ---- | --------------- | ---------------- | ---------- |
| 1    | Ross Ford       | 2004-2017        | 110        |
| 2    | Chris Paterson  | 1999-2011        | 109        |
| 3    | Sean Lamont     | 2004-2016        | 105        |
| 4    | Stuart Hogg     | 2012-2023        | 100        |
| 5    | Scott Murray    | 1997-2007        | 87         |
| 6    | Mike Blair      | 2002-2012        | 85         |
| 7    | Finn Russell    | 2014-            | 84         |
| 8    | Gregor Townsend | 1992-2003        | 82         |
| 9    | Jonny Gray      | 2013-            | 80         |
| 10   | Richie Gray     | 2010-            | 79         |

##### Record de points
Chris Paterson, MBE, joue avec l'équipe d'Écosse de 1999 à 2011. Joueur polyvalent (ailier, arrière, ou demi d'ouverture) et excellent buteur, il détient le record du nombre de points marqués (809). Il dépasse l'ancien détenteur, Gavin Hastings, en 2008 lors d'une défaite (21-15) à Rosario face à l'Argentine. Ce dernier inscrit 667 points en 61 sélections, succédant à Andy Irvine, auteur de 269 points en 51 sélections,. Ces trois joueurs ont la particularité d'évoluer au poste d'arrière.

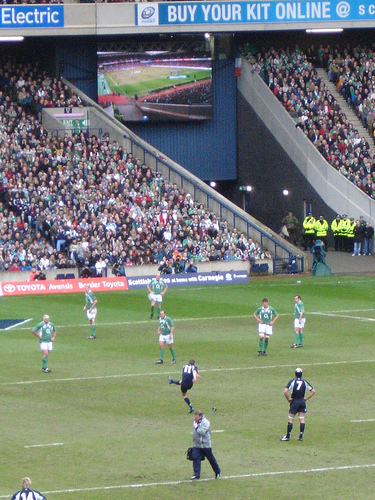
Chris Paterson.

Gavin Hastings détient par ailleurs le record absolu de points en Coupe du monde (227 points entre 1987 et 1995) avant d'être dépassé par Jonny Wilkinson.
| Rang | Joueur         | Activité  | Points |
| ---- | -------------- | --------- | ------ |
| 1    | Chris Paterson | 1999-2011 | 809    |
| 2    | Greig Laidlaw  | 2010-2019 | 714    |
| 3    | Gavin Hastings | 1986-1995 | 667    |
| 4    | Finn Russell   | 2014-     | 415    |
| 5    | Andy Irvine    | 1972-1982 | 269    |
| 6    | Dan Parks      | 2004-2012 | 266    |
| 7    | Kenny Logan    | 1992-2003 | 220    |
| 8    | Peter Dods     | 1983-1991 | 210    |
| 9    | Stuart Hogg    | 2012-2023 | 171    |
| 10   | Craig Chalmers | 1989-1999 | 166    |

##### Meilleurs marqueurs d'essais
Ian Smith fait partie des Immortals, la première équipe écossaise à réussir le Grand Chelem en 1925, et sa contribution est grande avec 8 essais. Il participe au Tournoi des Cinq Nations de 1924 à 1927 et de 1929 à 1933. Il marque 24 essais en 32 sélections. Tony Stanger réussit la même performance en 52 sélections.
Ian Smith a marqué l'intégralité de ses essais lors de matchs de Tournoi, il détient le record absolu avant que Brian O'Driscoll parvienne à le dépasser. L'Irlandais égale sa performance le 12 mars 2011, avant de l'améliorer une semaine après en inscrivant un 25e essai contre l'Angleterre.
| Rang | Joueur              | Activité  | Essais |
| ---- | ------------------- | --------- | ------ |
| 1    | Duhan van der Merwe | 2020-     | 32     |
| 2    | Darcy Graham        | 2018-     | 29     |
| 3    | Stuart Hogg         | 2012-2023 | 27     |
| 4    | Tony Stanger        | 1989-1998 | 24     |
| 4    | Ian Smith           | 1924-1933 | 24     |
| 6    | Huw Jones           | 2016-     | 23     |
| 7    | Chris Paterson      | 1999-2011 | 22     |
| 8    | Tommy Seymour       | 2013-2019 | 20     |
| 9    | Gavin Hastings      | 1986-1995 | 17     |
| 9    | Alan Tait           | 1987-1999 | 17     |
| 9    | Gregor Townsend     | 1993-2003 | 17     |

#### Équipe en 2025
Le 10 juin, Gregor Townsend a présenté une équipe de 37 joueurs en vue de la tournée 2025 de l'équipe d'Écosse de rugby à XV aux Fidji et en Nouvelle-Zélande.

##### Avants
| Nom                      | Naissance         | Sélections (points marqués) | Province            | Année de 1re sélection |
| Talonneurs               | Talonneurs        | Talonneurs                  | Talonneurs          | Talonneurs             |
| ------------------------ | ----------------- | --------------------------- | ------------------- | ---------------------- |
| Ewan Ashman              | 3 avril 2000      | 29 (45)                     | Édimbourg Rugby     | 2021                   |
| Patrick Harrison         | 20 juin 2002      | 3 (5)                       | Édimbourg Rugby     | 2024                   |
| George Turner            | 8 octobre 1992    | 47 (50)                     | Harlequins          | 2017                   |
| Piliers                  |                   |                             |                     |                        |
| Alec Hepburn             | 30 mars 1993      | 5 (0)                       | Llanelli Scarlets   | 2024                   |
| Will Hurd                | 29 juin 1999      | 9 (5)                       | Leicester Tigers    | 2024                   |
| Nathan McBeth            | 8 juin 1998       | 3 (0)                       | Glasgow Warriors    | 2024                   |
| Elliot Millar-Mills      | 8 juillet 1992    | 9 (0)                       | Northampton Saints  | 2024                   |
| Fin Richardson           | 16 septembre 1998 | 1 (0)                       | Glasgow Warriors    | 2025                   |
| Rory Sutherland          | 24 août 1992      | 43 (0)                      | Glasgow Warriors    | 2016                   |
| Deuxièmes lignes         |                   |                             |                     |                        |
| Grant Gilchrist          | 9 août 1990       | 81 (10)                     | Édimbourg Rugby     | 2013                   |
| Cameron Henderson        | 13 janvier 2000   | 2 (0)                       | Leicester Tigers    | 2024                   |
| Max Williamson           | 5 août 2002       | 8 (0)                       | Glasgow Warriors    | 2024                   |
| Marshall Sykes           | 29 décembre 1999  | 4 (0)                       | Édimbourg Rugby     | 2021                   |
| Troisièmes lignes aile   |                   |                             |                     |                        |
| Gregor Brown             | 1er juillet 2001  | 10 (0)                      | Glasgow Warriors    | 2024                   |
| Rory Darge               | 23 février 2000   | 32 (30)                     | Glasgow Warriors    | 2022                   |
| Josh Bayliss             | 18 septembre 1997 | 11 (25)                     | Bath Rugby          | 2021                   |
| Jamie Ritchie            | 16 août 1996      | 60 (5)                      | Édimbourg Rugby     | 2018                   |
| Troisièmes lignes centre |                   |                             |                     |                        |
| Matt Fagerson            | 16 juillet 1998   | 57 (20)                     | Glasgow Warriors    | 2018                   |
| Andy Christie            | 2 mars 1999       | 9 (0)                       | Saracens            | 2022                   |
| Alexander Masibaka       | 9 août 2001       | 0 (0)                       | Soyaux Angoulême XV | -                      |
| Ben Muncaster            | 14 octobre 2001   | 3 (0)                       | Édimbourg Rugby     | 2024                   |

##### Arrières
| Nom               | Naissance         | Sélections (points marqués) | Province         | Année de 1re sélection |
| Demis de mêlée    | Demis de mêlée    | Demis de mêlée              | Demis de mêlée   | Demis de mêlée         |
| ----------------- | ----------------- | --------------------------- | ---------------- | ---------------------- |
| Jamie Dobie       | 7 juin 2001       | 14 (20)                     | Glasgow Warriors | 2021                   |
| George Horne      | 23 mai 1995       | 38 (48)                     | Glasgow Warriors | 2018                   |
| Gus Warr          | 24 septembre 1999 | 2 (10)                      | Sale Sharks      | 2024                   |
| Demis d'ouverture |                   |                             |                  |                        |
| Fergus Burke      | 3 septembre 1999  | 2 (6)                       | Saracens         | 2025                   |
| Adam Hastings     | 5 octobre 1996    | 34 (152)                    | Glasgow Warriors | 2018                   |
| Centres           |                   |                             |                  |                        |
| Matt Currie (en)  | 22 février 2001   | 4 (5)                       | Édimbourg Rugby  | 2024                   |
| Tom Jordan        | 18 septembre 1998 | 9 (17)                      | Glasgow Warriors | 2024                   |
| Stafford McDowall | 24 février 1998   | 14 (10)                     | Glasgow Warriors | 2023                   |
| Cameron Redpath   | 23 décembre 1999  | 15 (5)                      | Bath Rugby       | 2021                   |
| Ailiers           |                   |                             |                  |                        |
| Darcy Graham      | 21 juin 1997      | 47 (155)                    | Édimbourg Rugby  | 2018                   |
| Arron Reed        | 10 juillet 1999   | 4 (25)                      | Sale Sharks      | 2024                   |
| Kyle Rowe         | 8 février 1998    | 15 (25)                     | Glasgow Warriors | 2022                   |
| Kyle Steyn        | 29 janvier 1994   | 25 (70)                     | Glasgow Warriors | 2020                   |
| Arrières          |                   |                             |                  |                        |
| Blair Kinghorn    | 18 janvier 1997   | 60 (146)                    | Stade toulousain | 2018                   |
| Harry Paterson    | 28 juillet 2001   | 3 (5)                       | Édimbourg Rugby  | 2024                   |

### Entraineurs

#### Entraineurs notables

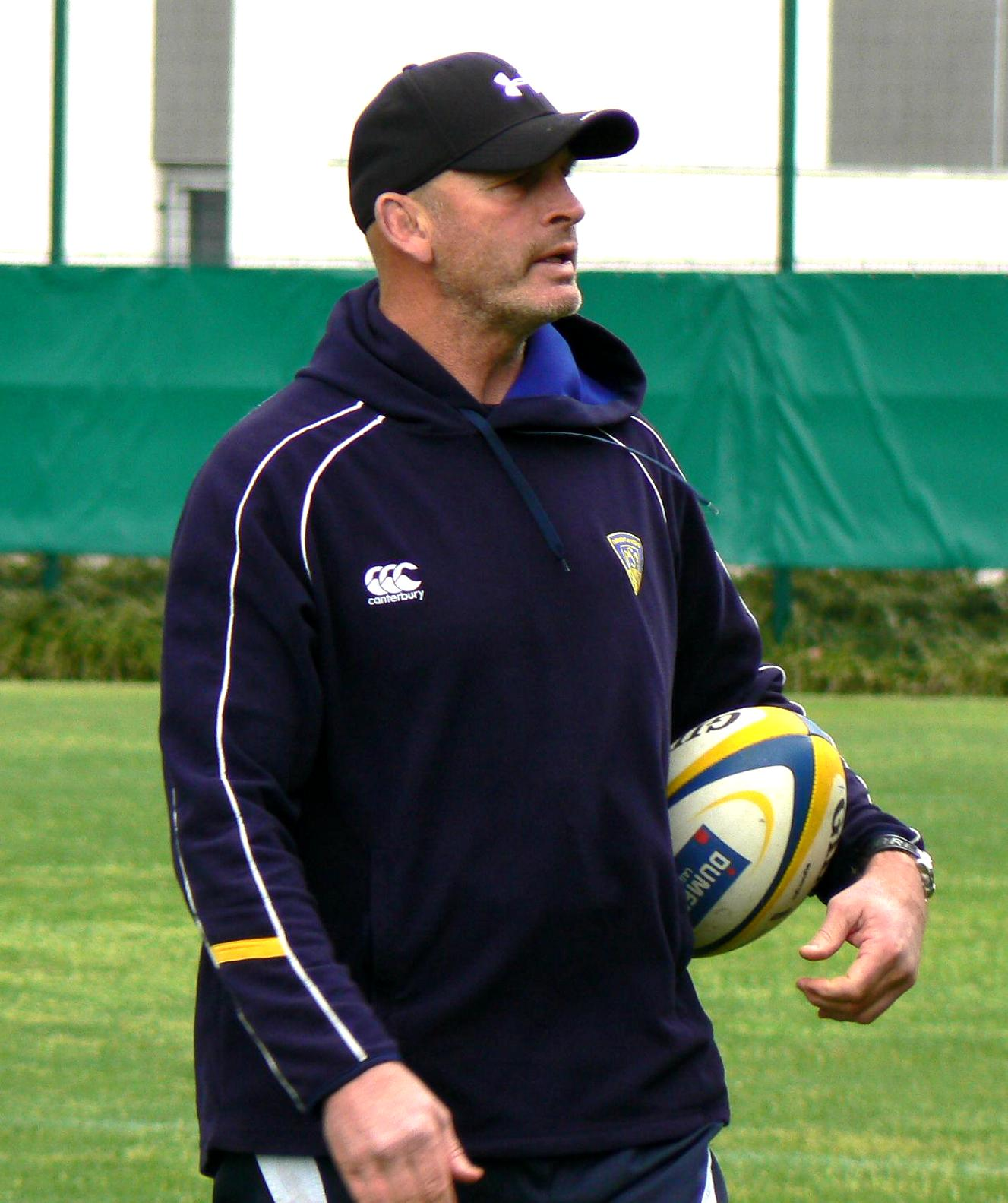
Vern Cotter, lors d'un entrainement en mai 2010 avec l'ASM Clermont Auvergne.

Avant 1971, il n'y a pas d'entraineur désigné pour l'équipe d'Écosse, le rôle est assumé par le capitaine. Puis en 1971, la SRU nomme le premier entraineur en tant que « conseiller du capitaine ». Ce n'est pas lui qui fait les sélections. D'une équipe qui a gagné 6 matchs sur 20, Bill Dickinson lui rend de la crédibilité au niveau international. Elle gagne 15 des 30 matchs joués entre 1971 et 1977.
Jim Telfer, ancien international, devient entraineur en 1980. Il occupe ce poste jusqu'en 1984, année où l'Écosse remporte le Grand Chelem. En 1986, Ian McGeechan devient entraineur adjoint de l'Écosse et en 1988 il devient l'entraineur principal. En 1990, son équipe gagne le Grand Chelem dans le Tournoi des Cinq Nations. L'entraineur des avants et son adjoint est Jim Telfer. Ian McGeechan est surtout connu comme l'entraineur des Lions britanniques et irlandais le plus titré. Entraineur des tournées 1989 en Australie, 1993 en Nouvelle-Zélande, 1997 en Afrique du Sud et 2009 de nouveau en Afrique du Sud, il gagne les séries contre les Wallabies en 1989 et les Springboks en 1997. Jim Telfer lui succède à la tête de la sélection écossaise. Il remporte le Tournoi 1999. C'est ensuite Ian McGeechan qui remplit la fonction (2000-2003). Les deux hommes ont œuvré et pensé pendant vingt ans pour faire progresser le rugby écossais en se remettant en cause, en proposant du jeu, en copian l'hémisphère Sud. Vern Cotter est entraineur adjoint chez les Crusaders, puis entraineur de l'ASM Clermont Auvergne, avant de prendre en charge la direction de l'équipe d'Écosse en 2014. Gregor Townsend devient sélectionneur en juin 2017.
Après avoir présenté les entraineurs notables, la liste suivante donne le détail complet des entraineurs.
| Nom                     | Période | Tests | Victoires | Nuls | Défaites | % de victoires |
| ----------------------- | ------- | ----- | --------- | ---- | -------- | -------------- |
| Bill Dickinson          | 1971–77 | 27    | 14        | 0    | 13       | 52             |
| Nairn MacEwan           | 1977–80 | 14    | 1         | 2    | 11       | 7              |
| Jim Telfer              | 1980–84 | 27    | 13        | 2    | 12       | 52             |
| Colin Telfer            | 1984–84 | 2     | 0         | 0    | 2        | 0              |
| Derrick Grant           | 1985–88 | 22    | 9         | 1    | 12       | 43             |
| Ian McGeechan           | 1988–93 | 33    | 1         | 13   | 58       |                |
| Jim Telfer              | 1994–99 | 53    | 21        | 2    | 30       | 40             |
| Ian McGeechan           | 2000–03 | 43    | 18        | 1    | 24       | 42             |
| Matt Williams           | 2003–05 | 17    | 3         | 0    | 14       | 18             |
| Frank Hadden            | 2005–09 | 41    | 16        | 0    | 25       | 39             |
| Andy Robinson           | 2009–12 | 35    | 15        | 1    | 19       | 43             |
| Scott Johnson (intérim) | 2012–14 | 16    | 5         | 0    | 11       | 31             |
| Vern Cotter             | 2014–17 | 36    | 19        | 0    | 17       | 53             |
| Gregor Townsend         | 2017–   | 36    | 20        | 1    | 15       | 56             |

#### Équipe technique en 2022
En 2022, l'encadrement technique est composé de la manière suivante :
- Gregor Townsend : entraineur
- John Dalziel (en) : responsable des avants
- Steve Tandy : responsable de la défense
- Pieter de Villiers : responsable de la mêlée
- Stuart Yule : responsable de la condition physique.